# Geschichte von Freiberg am Neckar
Freiberg am Neckar entstand am 1. Januar 1972 aus dem Zusammenschluss der drei Dörfer Beihingen am Neckar, Geisingen am Neckar und Heutingsheim.

## Frühgeschichtliche Besiedlung
Das heutige Stadtgebiet war schon in der Jungsteinzeit für damalige Verhältnisse dicht besiedelt. Die Bandkeramiker besiedelten ab etwa 4000 vor Christus die Lössflächen an Neckar, Murr und Bottwar sowie das Lange Feld und die westlich davon gelegenen Gäulandschaften. Um Monrepos, Heutingsheim und Geisingen existierten ab etwa 3500 vor Christus Siedlungen mit 100 bis 150 Häusern. Oscar Paret entdeckte 1908 in Beihingen in der Nähe des Bahnhofs ein jungsteinzeitliches Dorf mit Überresten von Tongefäßen und anderen Haushaltsgeräten sowie Knochen von Rindern, Schafen und Schweinen. Auch beim Bau des Rathauses 1973 wurden zahlreiche Keramiken einer jungsteinzeitlichen Siedlung ausgegraben.
Aus der keltischen Periode ab etwa 1300 vor Christus sind ein Gehöft westlich von Heutingsheim sowie Gräber in Beihingen und Geisingen nachgewiesen. Der keltische Fürstensitz befand sich ab circa 750 auf dem nahe gelegenen Hohenasperg.

## Römische Zeit und Völkerwanderung

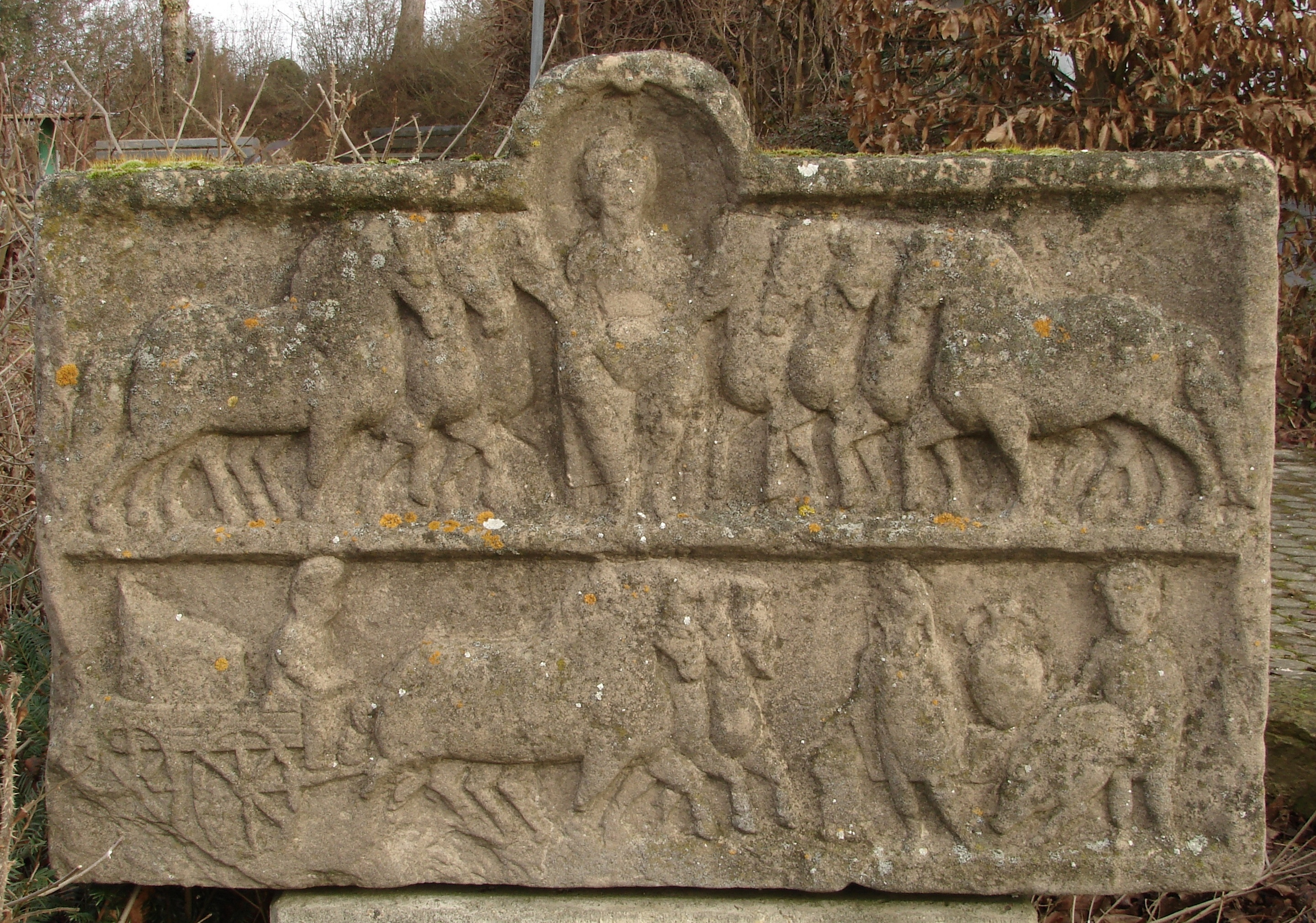
Votivplatte für die keltische Göttin Epona, am Fundort ausgestelltes Replikat, Original im Landesmuseum Stuttgart

Im 1. Jahrhundert nach Christus drangen die Römer in den Neckarraum ein. Etwa 90 nach Christus wurde der Neckar-Odenwald-Limes errichtet. In unmittelbarer Nachbarschaft entstand das Kastell von Benningen. Eine römische Straße führte von Bietigheim über Geisingen und Pleidelsheim bis zur Mündung der Murr.
Ab 150 entstanden zahlreiche römische Gutshöfe, sogenannte Villa rustica, im heutigen Stadtgebiet. Sie wurden von ehemaligen Legionären bewirtschaftet. In Beihingen sind solche Güter in der heutigen Weinstraße sowie am Talrand zwischen Beihingen und Benningen nachgewiesen. In Geisingen sind zwei Güter an den Inneren Kirchäckern und an den Langen Wiesen nachgewiesen, in Heutingsheim an der Steig, an den Bettäckern, an den Kreuzwiesen und in der westlichen Siemensstraße.
Im 3. Jahrhundert verdrängten die Alemannen die Römer im Neckarland. Im Jahre 260 durchbrachen sie endgültig den Limes. Wenige Jahre später entstand Beihingen als alemannisches Haufendorf. Am Ort des alten Beihinger Schlosses wurde ein Herrenhof erbaut. Alemannische Gräber befinden sich an den heutigen Verbindungsstraßen zwischen Beihingen und Heutingsheim sowie zwischen Beihingen und Geisingen.
Eine umstrittene Deutung leitet die Ortsnamen Beihingen, Geisingen und Heutingsheim aus den vermuteten Namen alemannischer Sippenführer namens Biho, Giso und Huto her. Eine andere Deutung führt die Namen auf topographische Umstände zurück: bei oder mai bedeute Sumpf, gis bedeute sumpfiges Wasser.
Nach dem Sieg der Franken über die Alemannen in der Schlacht von Zülpich kam die Gegend ab etwa 500 unter fränkische Oberhoheit. Beihingen wurde Bestandteil des Herrschaftsgebiets der Grafen von Ingersheim.

## Frühes Mittelalter
Mitte des 6. Jahrhunderts begann die Christianisierung des Gebiets. Um 650 herrschte in Geisingen christlicher Ortsadel. Ab etwa 700 wird eine erste Kirche in Beihingen vermutet. Durch eine Stiftung kamen große Teile des Gebiets 789 in den Besitz des Klosters Lorsch. 818 entstand als befestigte Wehrkirche die erste Steinkirche, Vorgängerin der heutigen Amanduskirche. Die Kirche war eine Stiftung von Adelold, Hofgeistlicher und Notar Ludwigs des Frommen. Dieser Adelold schenkte 836 und 944 dem Kloster Lorsch weitere Güter in Geisingen (Gisingheim) und Beihingen. Aus dem Jahr 836 datieren auch die ältesten bekannten urkundlichen Erwähnungen Geisingens und Beihingens (Villa Bibinga).
972 wurde erstmals die Grafschaft Ingersheim und gleichzeitig das dazugehörende Dorf Marbach als dazugehörender Fronhof urkundlich erwähnt. Beihingen und Heutingsheim werden als diesem Fronhof zugehörend genannt. Aus demselben Jahr stammt auch die erste urkundliche Erwähnung Heutingsheims als Hutingesheim.

## Vom Hochmittelalter bis zur Renaissance

### Generelle Herrschaftsverhältnisse
Im 11. Jahrhundert erbauten die Grafen von Ingersheim in Calw eine Burg. Fortan nannten sie sich Grafen von Calw. Ihr Besitz in Geisingen ging zwischen 1037 und 1050 allmählich in die Grundherrschaft der Markgrafen von Baden über.

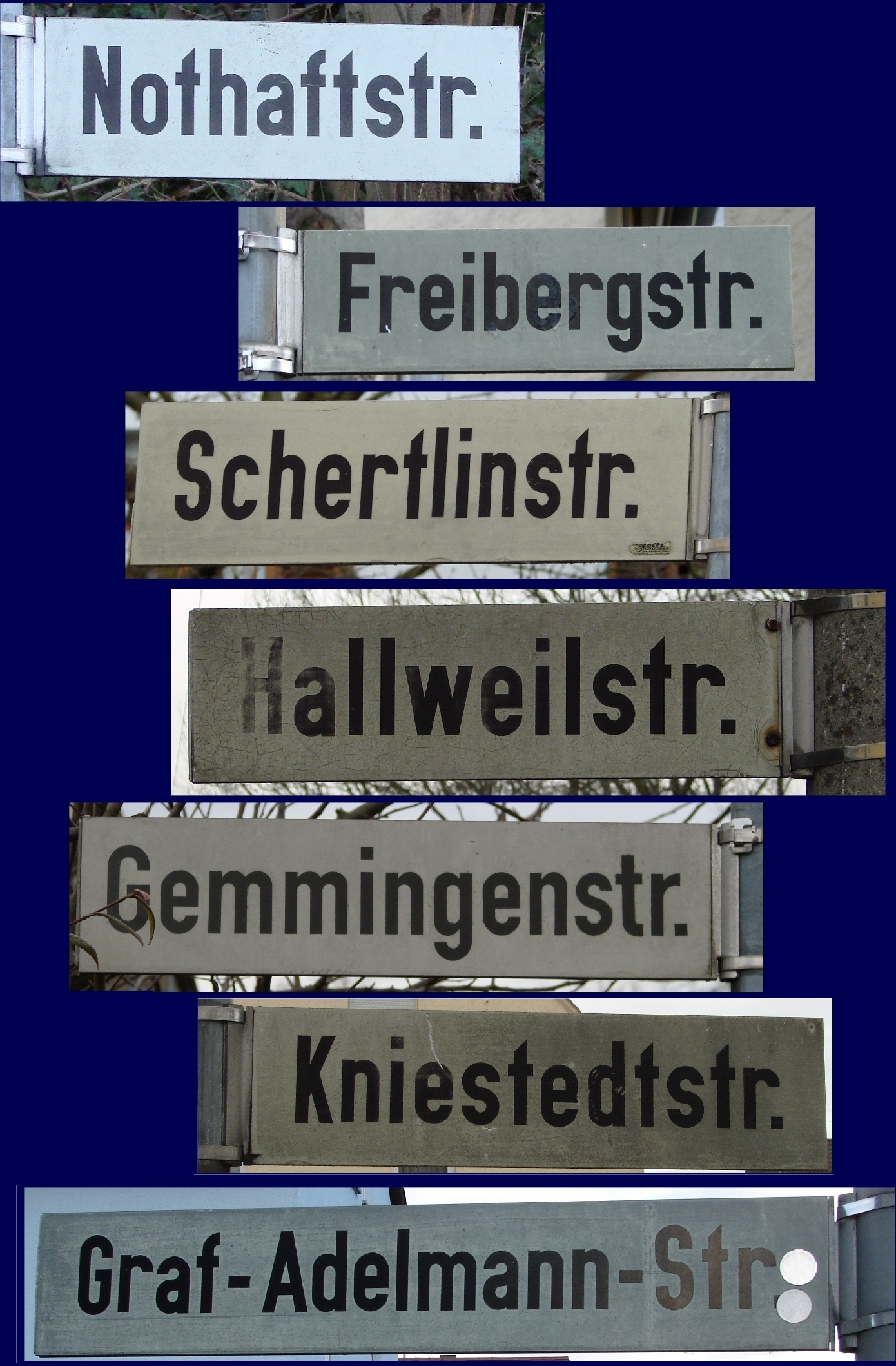
Adelsnamen im heutigen Freiberger Straßenbild (Fotocollage)

Die Geschicke der drei Orte Beihingen, Geisingen und Heutingsheim wurden von nun an bis zum Reichsdeputationshauptschluss durch den jeweiligen Ortsadel bestimmt, mit vielfältigen und teilweise verwirrenden Wechseln der Herrschaftsverhältnisse.

### Beihingen

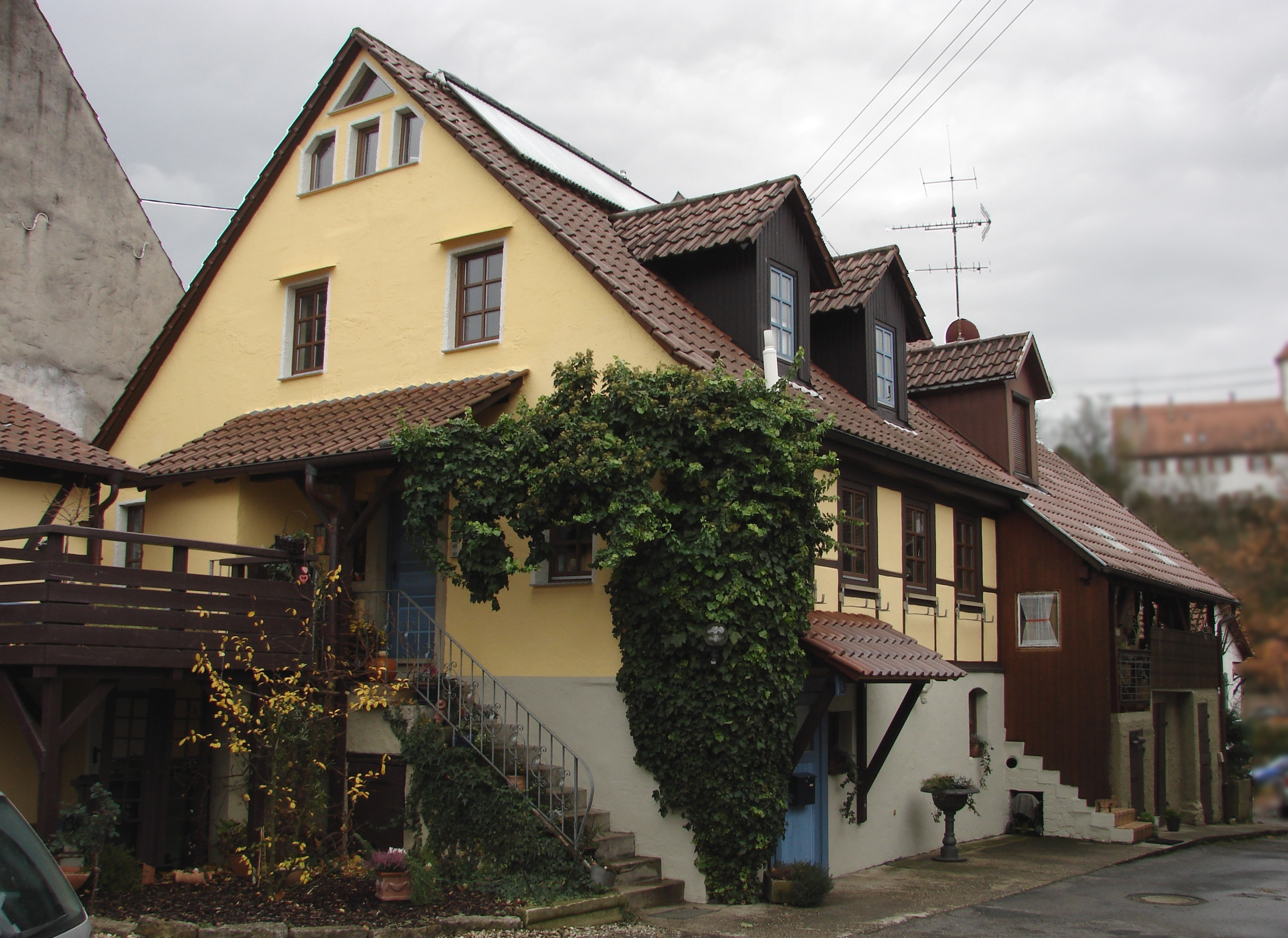
Haus im Kleinbottwarer Hof in Beihingen. Die Anfänge dieses ehemaligen großen Bauernhofs reichen zurück bis ins 13. Jahrhundert

Um 1150 teilte sich die Herrschaft der Grafen von Calw in mehrere Linien. Infolge dieser Teilung kamen 1165 3/5 Beihingens an die Grafen von Calw-Löwenstein und 2/5 an die Pfalzgrafen von Tübingen-Asperg. In jener Zeit entstand auch der Nordteil des alten Beihinger Schlosses.
Unter wechselnden Herrschaften blieb diese Teilung bis 1810 bestehen. 1308 kam die Grafschaft Asperg und damit der kleinere Teil Beihingens an das Haus Württemberg. Die Lehens- und Herrschaftsverhältnisse bis zum Ende des 14. Jahrhunderts sind nicht restlos geklärt. Sicher ist, dass seit dem 14. Jahrhundert die Nothaft von Hohenberg Beziehungen nach Beihingen unterhielten. Einige Quellen gehen davon aus, dass 1344 die Ritter Hans und Straub Nothaft den größeren Ortsteil samt Schloss als Lehen erhielten. Möglicherweise ging der kleinere Ortsteil bereits 1338 als Lehen an die Nothaft. Fest steht jedenfalls, dass 1395 der kleinere Ortsteil als Lehen an die Familie von Stammheim ging, und dass im 15. Jahrhundert die Ritter von Nothaft die Herrschaft über das Schloss und den größeren Ortsteil innehatten.

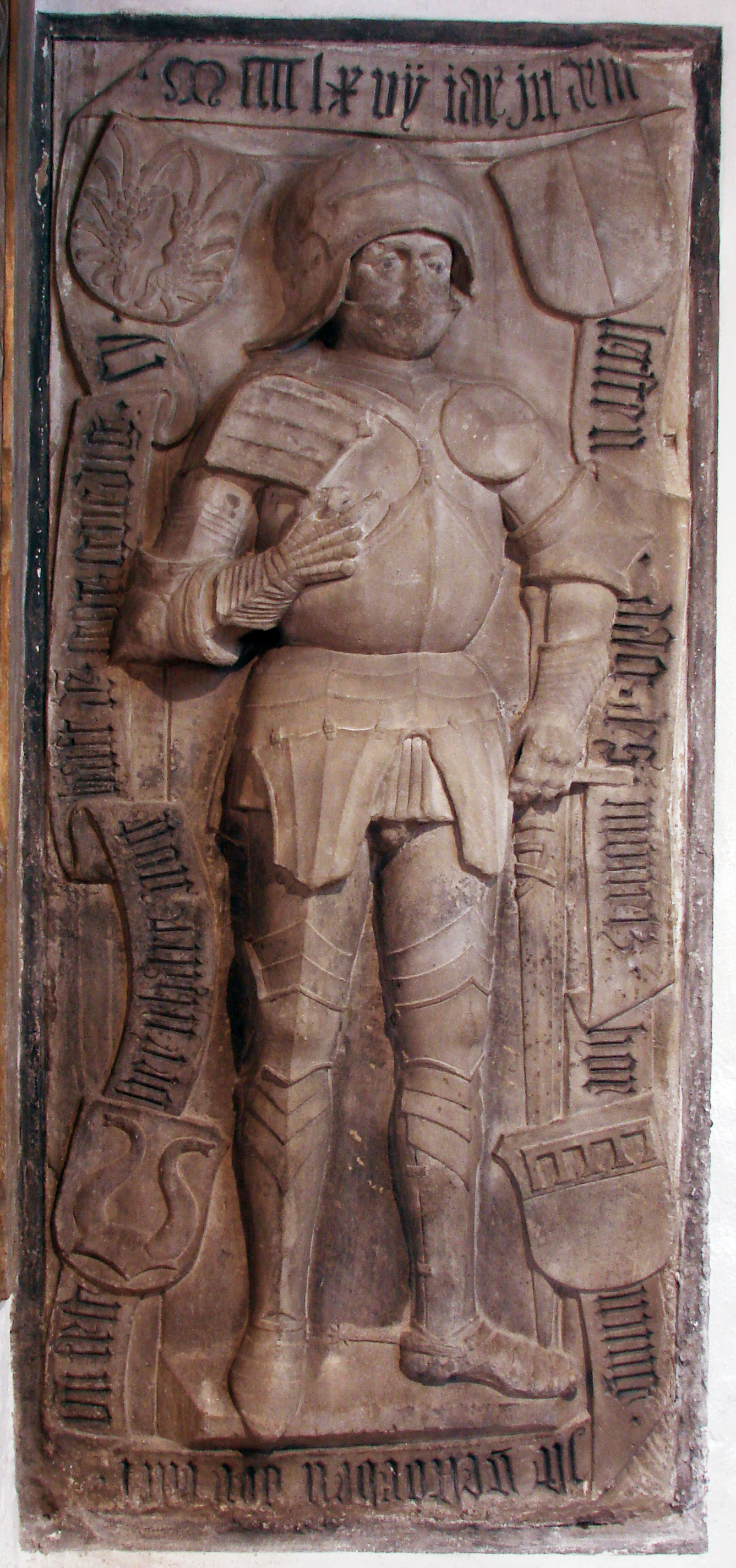
Epitaph für Bernhard V. Nothaft, † 1467, in der Beihinger Amanduskirche

In einer Bestandsaufnahme der Grafen von Württemberg ist festgehalten, dass der württembergische Teil Beihingens zu dieser Zeit aus 23 Häusern, 21 Hofstätten und zwei Großhöfen bestand. Alle württembergischen Einwohner Beihingens waren leibeigen.

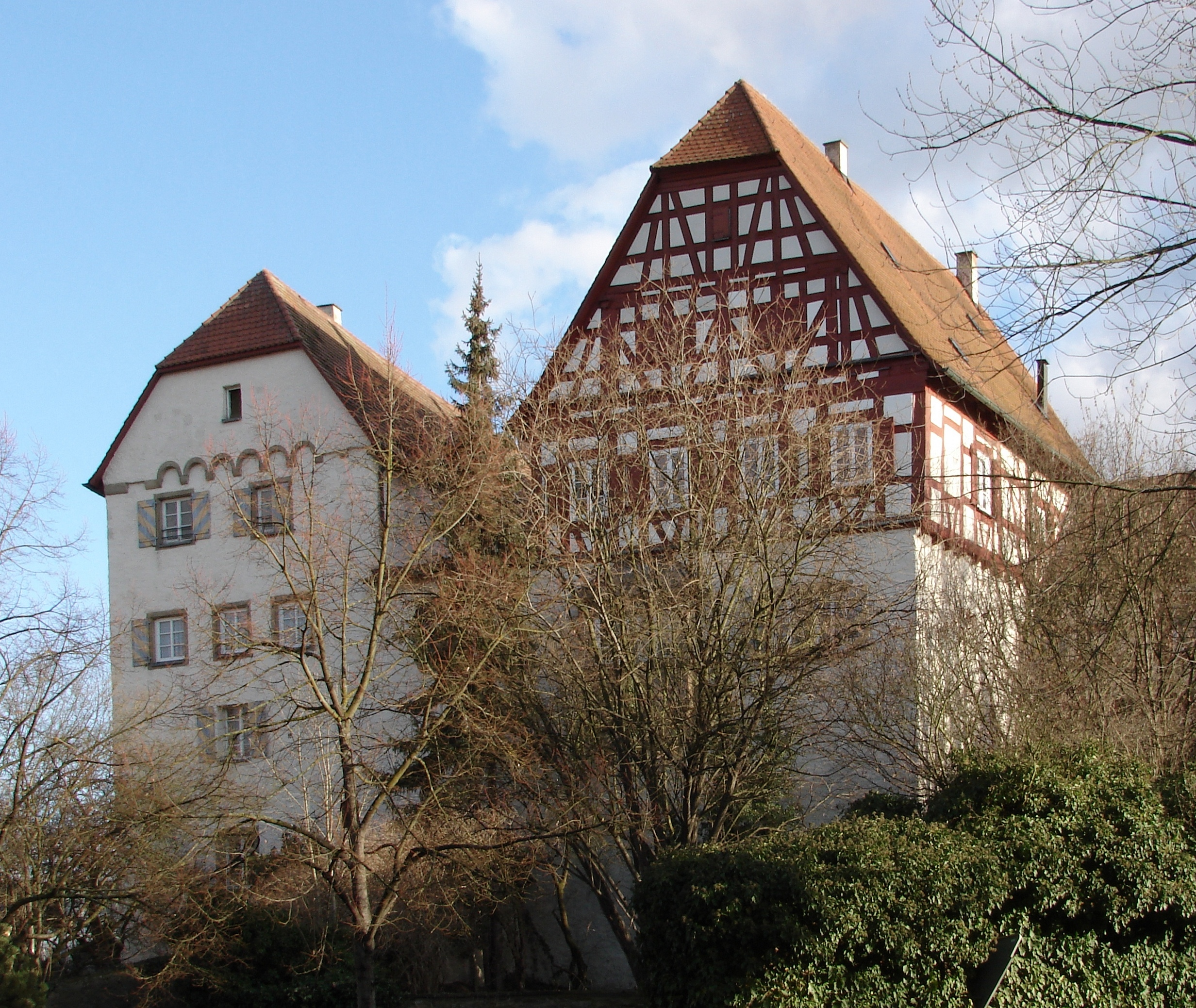
Das alte Schloss von Beihingen

Zu Beginn des 15. Jahrhunderts waren die Nothaft eine einflussreiche Familie. Werner IV. Nothaft, ansässig im Beihinger Fronhof und Rat bei Eberhard IV., stiftete 1425 in der Stuttgarter Stiftskirche eine Pfründe und einen Altar. Die Nothaft widmeten sich im 15. Jahrhundert der Erneuerung und dem Ausbau der Dorfkirche, der Amanduskirche. Um 1440 wurde der massive Wehrturm der Amanduskirche und ihr Chor vollendet. Bis 1500, vermutlich schon früher, entstand das heutige Hauptschiff und eine Erweiterung um eine heute nicht mehr bestehende Kapelle. Wesentlich für die Erweiterung war eine Stiftung des Mainzer Domherren Peter Nothaft, möglicherweise waren auch schon Leistungen seines Vaters Bernhard V. Nothaft maßgeblich.
1462 wurde die Grafschaft Ingersheim und mit ihr der größere Ortsteil Beihingens kurpfälzisch. Für das Jahr 1469 ist eine Verlängerung des Nothaftschen Lehens am größeren Ortsteil durch den Pfalzgrafen beurkundet. Um 1480 wurde vermutlich der Südflügel des alten Beihinger Schlosses erbaut. Diese Jahreszahl findet sich als älteste Jahreszahl am Gebäude.
Die Grafschaft Löwenstein und mit ihr die Oberhoheit über das Lehen am größeren Ortsteil Beihingens kam 1504 an das Haus Württemberg. Heimaran Nothaft verkaufte dieses Lehen 1534 an seinen Schwager Ludwig von Freyberg-Steußlingen, mit Ausnahme des Patronats über die Pfarrkirche. Letzteres veräußerte Nothaft in einem Tauschgeschäft 1551 an Herzog Christoph von Württemberg.

### Geisingen

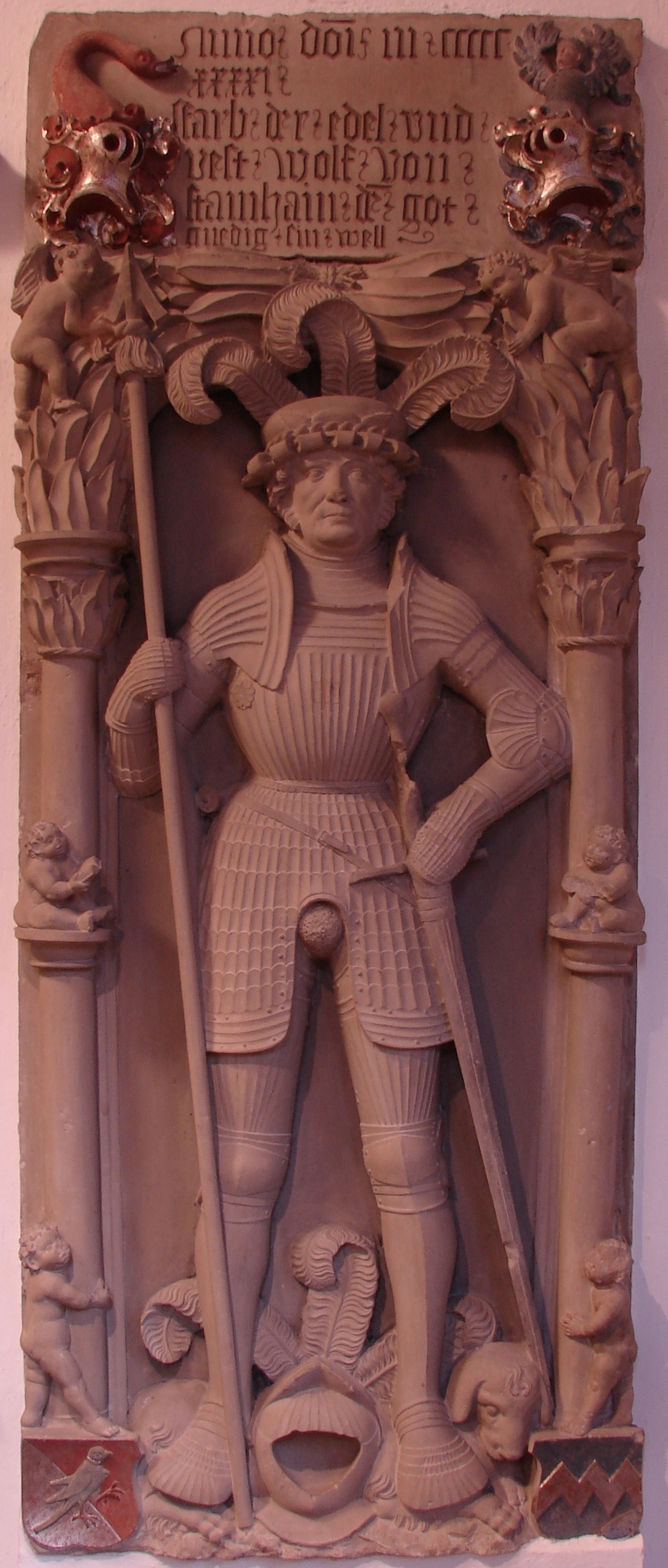
Epitaph für Wolf von Stammheim, † 1541, in der Geisinger Nikolauskirche

Mit der Grafschaft Asperg kam 1308 auch das Dorf Geisingen an Württemberg. Vom dort ging Geisingen als Lehen an die Ritter Sturmfeder. 1336 wurde die Nikolauskapelle erstmals urkundlich erwähnt, in einer Urkunde des Markgrafen von Baden an Friedrich Sturmfeder. 1361 verkaufte Friedrich Sturmfeder das Lehen Geisingen an Contz von Stammheim.
Ab 1474 ließ Hans von Stammheim die Geisinger Nikolauskirche erbauen. 1522 wurde schließlich der Kirchturm vollendet. Die Kirche blieb bis 1780 die Grablege der Geisinger Ortsherren. Ab 1486 erbaute Hans von Stammheim das Wasserschloss in Geisingen; die Familie verlegte 1495 ihren Wohnsitz dorthin. 1505 wurde Geisingen als Pfarrei selbstständig. Zuvor war es eine Filiale von Ingersheim.

### Heutingsheim

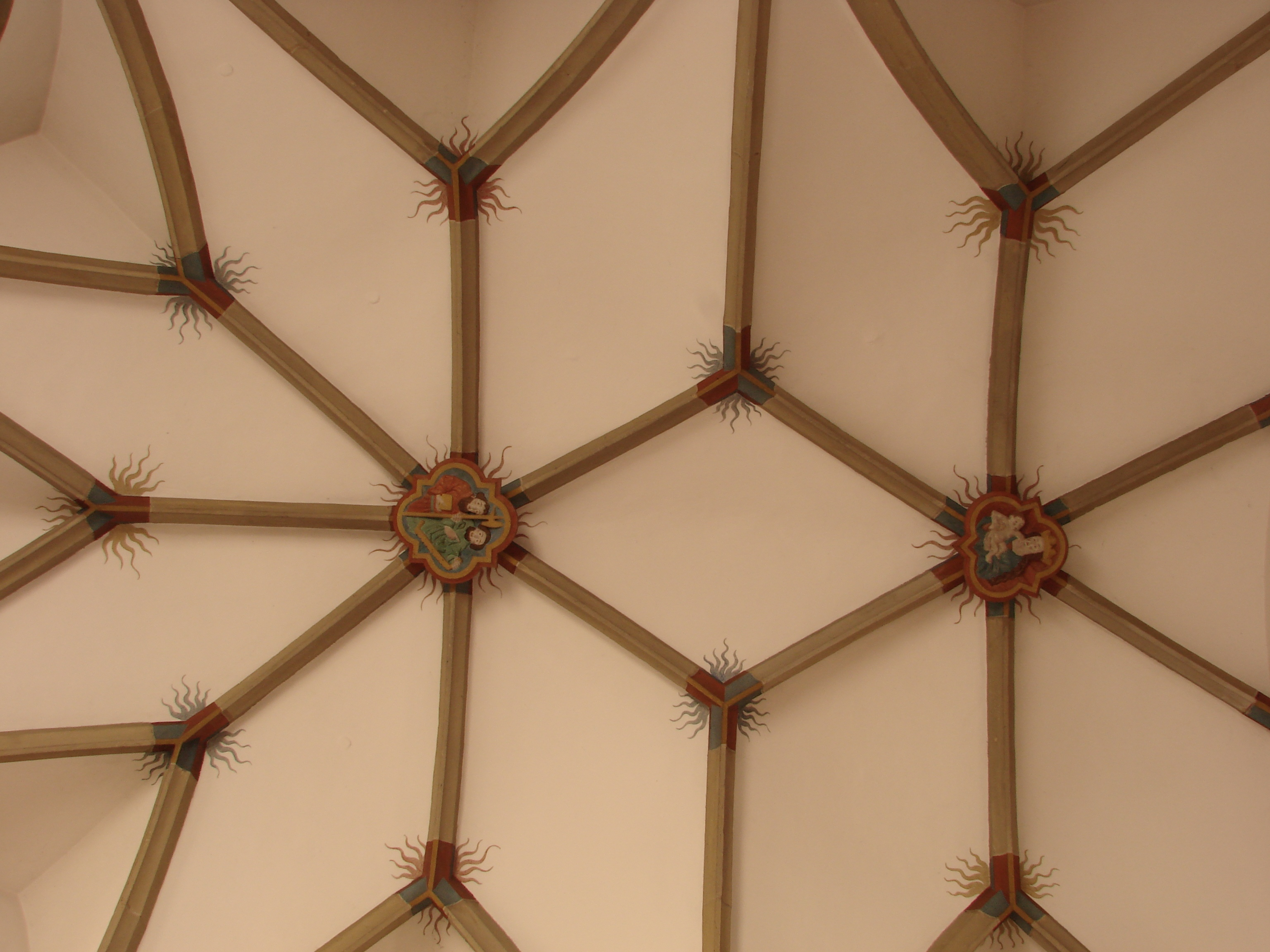
Kreuzrippengewölbe im Chor der Kirche Simon und Judas

Um 1100 entstand eine Holzburg namens Kasteneck bei Heutingsheim, Sitz der Kastner von Heutingsheim. Diese waren vermutlich Dienstmannen der Herren von der nahe gelegenen Burg Lichtenberg und hatten im 13. Jahrhundert Besitzrechte in Heutingsheim. Daneben oder zuvor gab es einen direkt im Ort ansässigen Ortsadel. 1231 und 1280 war jeweils ein Burkhard von Heutingsheim urkundlich erwähnt. 1305 verkaufte Albrecht Kastner von Heutingsheim die Vogtei über das Dorf an das Kloster Bebenhausen.
Mit der Herrschaft Lichtenberg fiel Heutingsheim vermutlich Mitte des 14. Jahrhunderts an Württemberg. Mitte des 14. Jahrhunderts wurde auch die Burg Kasteneck wieder zerstört. Auf ihre ehemalige Existenz deuten heute im Wesentlichen eine Reihe von Pfostenlöchern hin, sowie eine Verkaufsurkunde von 1428, in der der Verkauf des Burgstadels Kasteneck an die Herren von Stammheim festgehalten ist.
Die bereits in Geisingen ansässige Familie von Stammheim erweiterte ihr kleines Territorium, indem sie um 1360 und in den Jahren danach auch den größten Teil Heutingsheims (und den kleineren Teil von Beihingen, siehe oben) erwarb. Ab 1485 entstand, gestiftet von Hans von Stammheim und erbaut vom Baumeister Peter von Koblenz, die Heutingsheimer Kirche St. Simon und Judas.

## Die Reformationszeit und die Zeit bis zum Dreißigjährigen Krieg

### Einführung des Protestantismus
Erste evangelische Regungen in der Gegend wurden kurz nach 1520 offenkundig. Der Pfarrer in Besigheim wurde um diese Zeit abgesetzt. Ein Pfarrer in Großingersheim fiel durch herzoglich-württembergische und evangelische Gesinnung auf.
Wann genau der Protestantismus in den drei Gemeinden eingeführt wurde, ist ungeklärt. Der Übergang ging allmählich, mit Verzögerungen und Vorbehalten, vonstatten. Die Ortsherren warteten zunächst das Ergebnis des Schmalkaldischen Krieges und einige Jahre danach ab, ehe um 1550 herum der Protestantismus allgemein eingeführt wurde. Selbst die Herren von Stammheim-Geisingen, Lehensleute des protestantischen Herzogs von Württemberg, ließen sich diese Zeit.

### Entwicklung in Beihingen

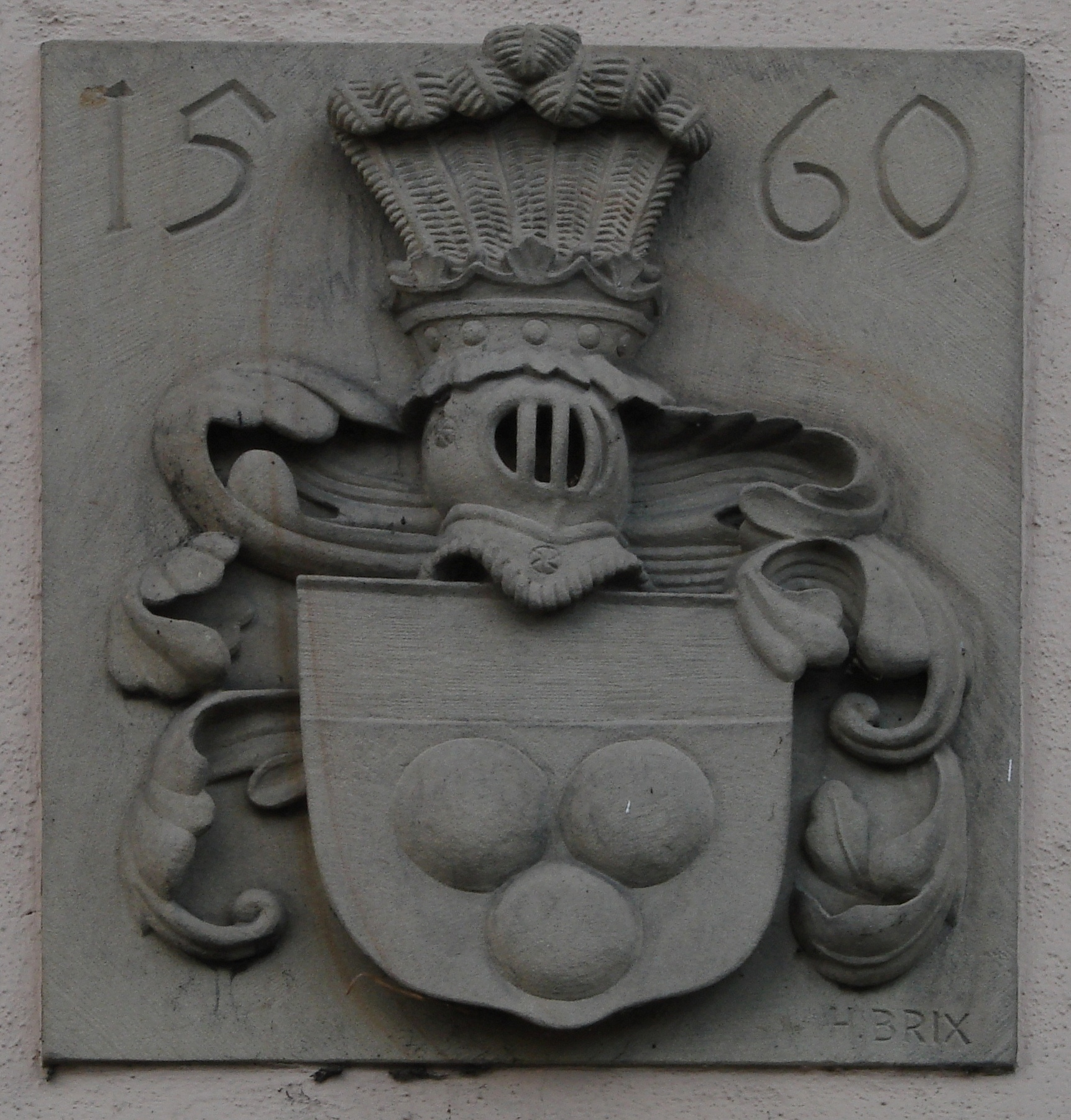
Restauriertes Wappen der Herren von Freyberg am Beihinger Rathaus

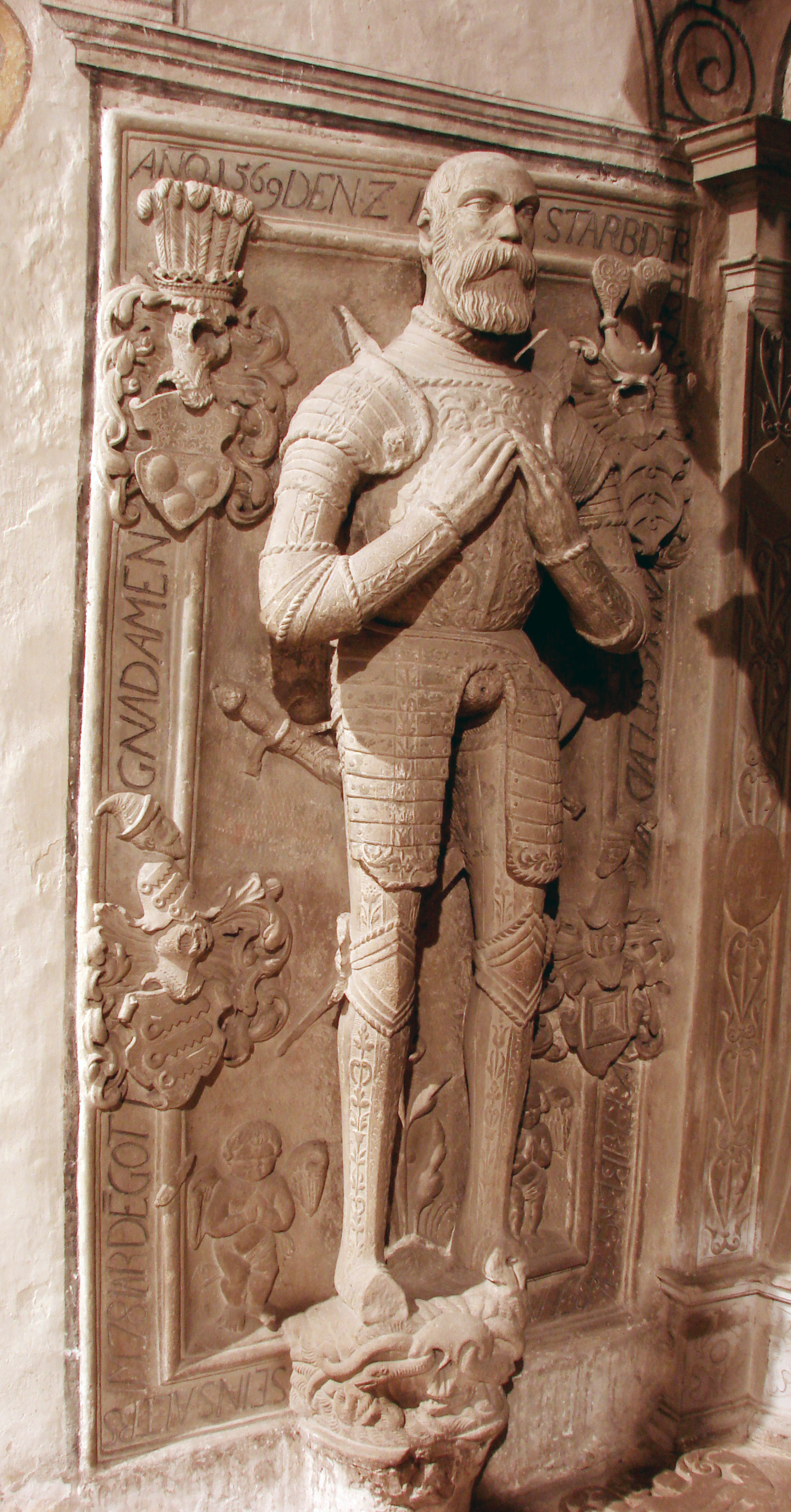
Epitaph für Ludwig von Freyberg in der Beihinger Amanduskirche

Mit Ludwig von Freyberg trat jene Familie in die Ortsgeschichte ein, von der die heutige Stadt Freiberg am Neckar ihren Namen und ihr Wappen ableitet. In den Jahrzehnten nach seiner Erwerbung an Beihingen von 1535 bis zu seinem Tode 1569 kam es zu fortgesetzten Auseinandersetzungen mit den Grafen von Löwenstein über das Patronat der Pfarrei St. Amandus. Die Streitigkeiten drehten sich um die Auswahl und Berufung der Pfarrer und deren Einkünfte. Eine große Rolle spielte das Bekenntnis Ludwigs von Freyberg zum Protestantismus ab 1558. Im Verlauf der Auseinandersetzung verloren die Löwensteiner mehr und mehr an Einfluss, und das Recht zur Besetzung der Pfarrstelle, die Kollatur, ging schließlich an Württemberg über.
Auch das Verhältnis der Ortsherren untereinander war nicht frei von Konflikten: 1545 nahm Ludwig von Freyberg sechs jüdische Familien, die aus Württemberg vertrieben worden waren, in Beihingen auf. Württemberg unter Herzog Ulrich verfolgte eine judenfeindliche Politik, während viele Reichsritter die Vertriebenen gerne als Schutzjuden bei sich aufnahmen. Hans von Stammheim-Geisingen, der Ortsherr über den kleineren Ortsteil, wollte dies als treuer württembergischer Lehnsmann nicht akzeptieren.

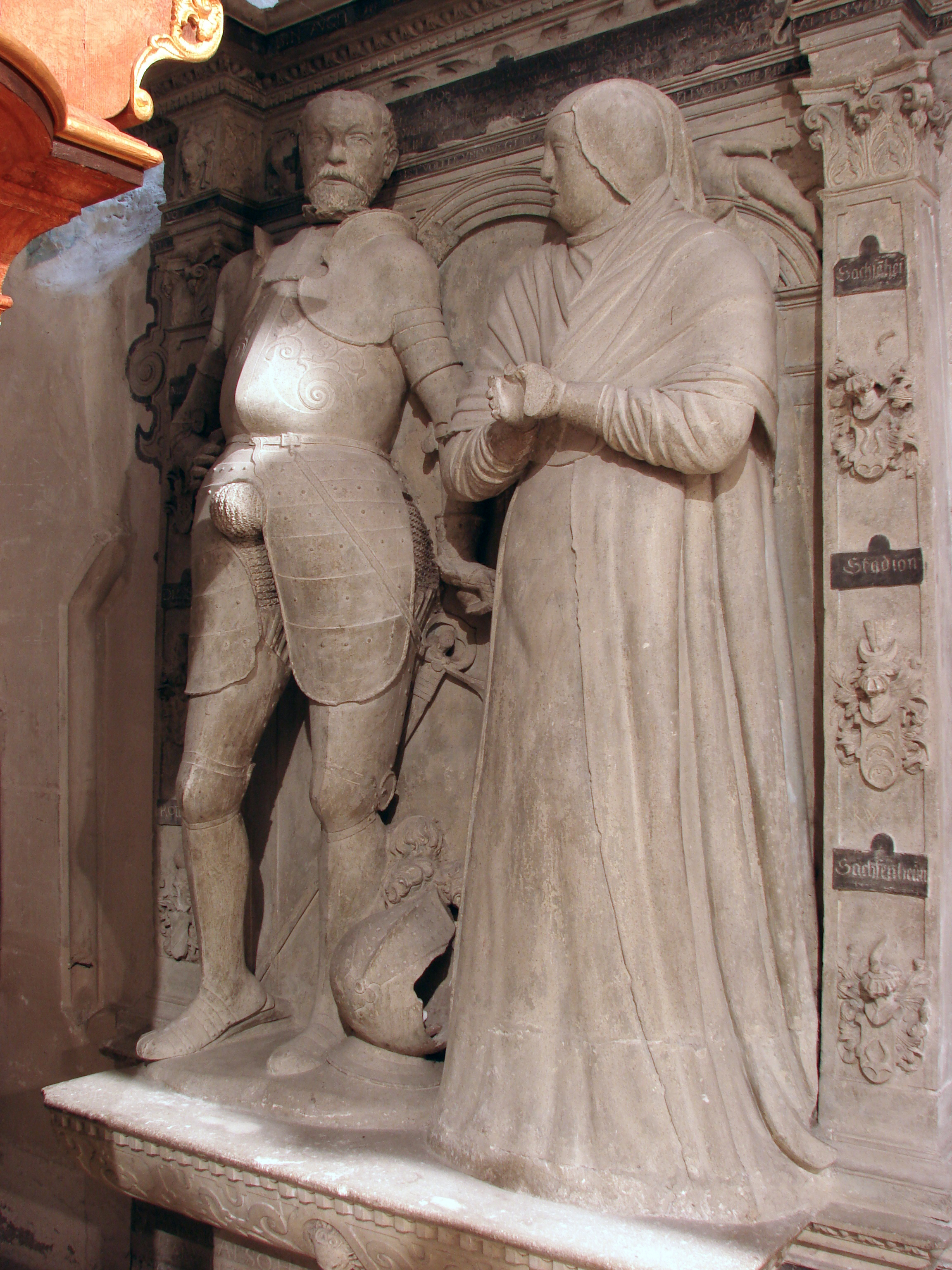
Epitaph für Hans Georg von Hallweil, † 1593, und seine Frau Maria Magdalena von Freyberg, in der Beihinger Amanduskirche

Nach Ludwig von Freybergs Tod 1569 wurde das Erbe am größeren Teil Beihingens unter seinen drei Schwiegersöhnen Hans Georg von Hallweil, Johannes Wolf von Stammheim und Friedrich von Breitenbach aufgeteilt. Friedrich von Breitenbach erbaute 1573 gegenüber dem alten Schloss das neue Schloss. Hans Georg von Hallweil war auch Obervogt von Backnang und Marbach.
Gemeinsam beantragten die drei Ortsherren beim Kaiser ein eigenes Hochgericht für Beihingen. Der Kaiser fragte beim Herzog von Württemberg nach, ob dies für Württemberg nachteilig sei. Letzterer lehnte den Antrag ab. Als Hans Wolf von Stammheim und Friedrich von Breitenbach 1588 ohne männliche Nachkommen starben, fielen ihre Erbteile, zum Teil über Zwischenstationen, an die Familie Hallweil.
Die Pestepidemie 1596 und 1597 wütete auch in Beihingen und gab Anlass zur Anlage eines Totenbuchs. An dessen Anfang stehen nur Pestopfer. Für 1597 verzeichnet das Totenbuch weitere 72 Pestopfer. Im Juli 1599 kam es zu einer weiteren Seuche: An der Roten Ruhr starben 13 Personen. Im Jahr 1607 forderte die Pest weitere 38 Todesopfer. 1614 wurde in Beihingen ein Rathaus erbaut, Vorgängerbau des heutigen alten Beihinger Rathauses. Der Renaissanceeingang ist heute noch erhalten.

### Entwicklung in Geisingen und Heutingsheim
Mit dem Tode Hans Wolf von Stammheims 1588 trat eine weitere Familie in die Ortsgeschichte ein. Johann Sebastian Schertlin von Burtenbach, Sohn des schwäbischen Kreishauptmanns Sebastian Schertlin von Burtenbach, erbte den Stammheimischen Besitz in Geisingen und Heutingsheim und im kleineren Teil Beihingens. 1592 bewilligte der Herzog von Württemberg dem neuen Ortsherren ein eigenes Hochgericht für Geisingen. 1592 wurde zum ersten Mal das Rathaus in Heutingsheim urkundlich erwähnt. Ende des 16. Jahrhunderts dehnte sich das Heutingsheimer Gebiet bis hin zum heutigen Schloss und See Monrepos aus.

## Im Dreißigjährigen Krieg

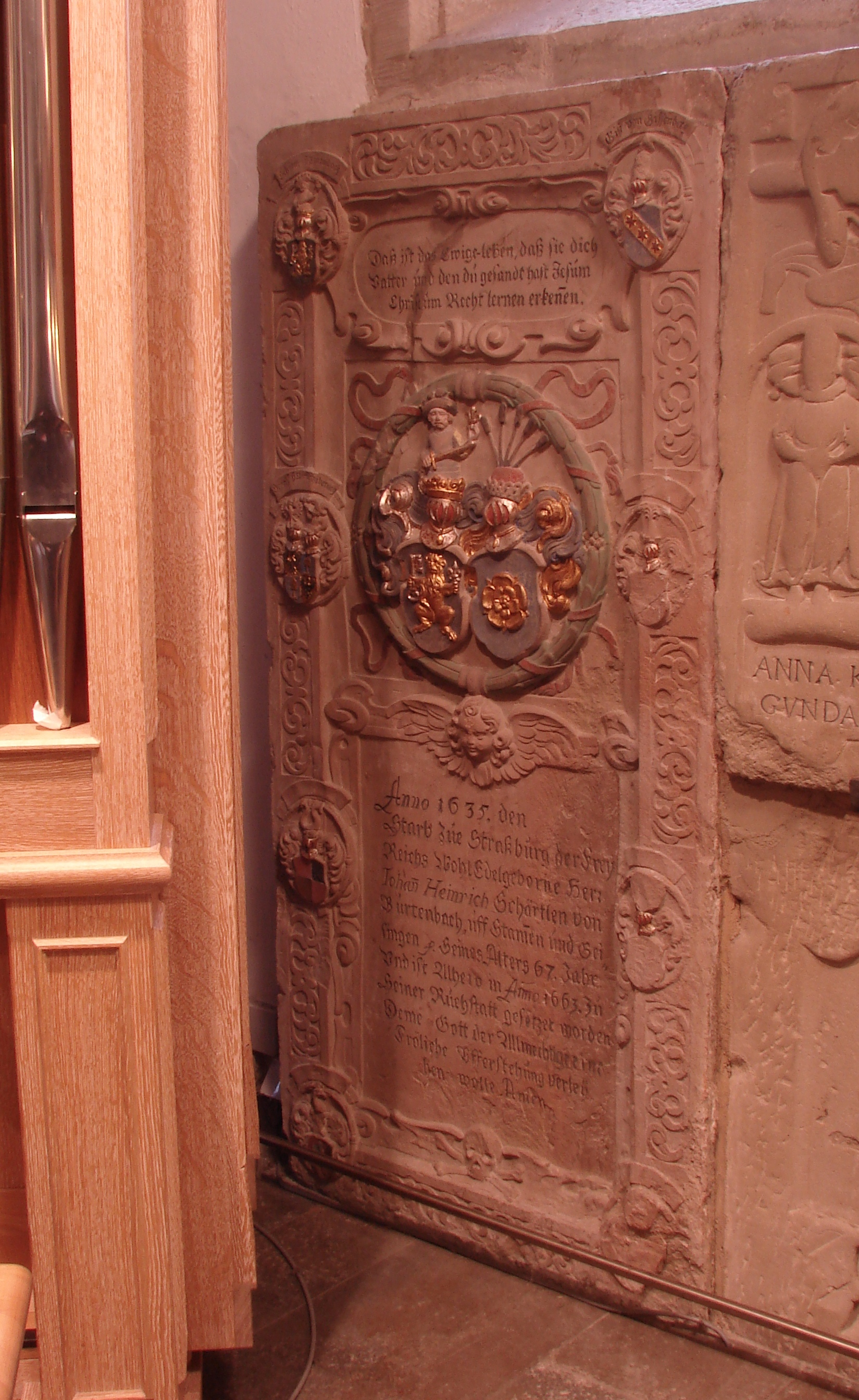
Epitaph für Johann Heinrich Schertlin von Burtenbach († 1635) in der Geisinger Nikolauskirche

Im Dreißigjährigen Krieg war Württemberg zunächst keine kriegführende Partei, deshalb machte sich der Krieg in seinen Anfangsjahren nur mittelbar, durch Münzverschlechterung, Teuerung und durch Berichte von Flüchtlingen bemerkbar. Die kleine Münzeinheit, der Kreuzer, war eine gängige Einheit bei kleinen Alltagsgeschäften. Dessen Wert verschlechterte sich von 1/120 Reichstaler im Jahr 1619 auf 1/600 Reichstaler im Jahr 1622. Einzelne Flüchtlinge, die von Kriegsgräueln berichteten, tauchten ab 1622, nach der Schlacht bei Wimpfen, am Ort auf.
Unmittelbar am Ort waren innere Probleme zunächst wichtiger:
- 1618 wurde die Besetzung der Pfarrstelle in Beihingen erneut zum Anlass einer Machtprobe. Bei den ersten beiden Kandidaten, die der Ortsherr Ludwig von Hallweil vorschlug, verweigerte das Stuttgarter Konsistorium die Zustimmung und schickte seinerseits einen Kandidaten zur Probepredigt, den wiederum die Ortsherrschaft ablehnte. Erst beim vierten Kandidaten einigte man sich.
- 1626 starben an der Pest in Beihingen 205 Menschen, ein Drittel der Einwohner.

Ab 1628 machte sich der Krieg direkt durch finanzielle Lasten und durch durchziehende Truppen bemerkbar. Beihingen musste 1.220 Gulden an Kriegs- und Quartierlasten zahlen. In Heutingsheim entstanden Quartierkosten von 526 Gulden.
1631 trat Württemberg offiziell in den Krieg ein. Kaiserliche Soldaten lagerten zwischen Beihingen und Heutingsheim und quartierten sich zweimal in Beihingen ein. Die Soldaten mussten mit Nahrung und Wein versorgt werden, darüber hinaus raubten sie wertvolle Zugpferde. Eine dritte Einquartierung konnte durch Bestechung von Offizieren abgewendet werden.
Nach dem Sieg der kaiserlichen Truppen in der Schlacht bei Nördlingen besetzten die kaiserlichen Truppen die Gegend und drangsalierten die örtliche Bevölkerung. Fast die gesamte Beihinger Bevölkerung floh nach Marbach. In der Zeit von September 1634 bis August 1635 starben 69 Beihinger, davon 21 auf der Flucht nach Marbach. In Geisingen quartierten sich einige 100 kaiserliche Soldaten ein. Heutingsheim wurde im Dezember 1634 geplündert.
Unter den Toten des Jahres 1635 befand sich der Beihinger Pfarrer. Die Pfarrstelle blieb bis 1640 unbesetzt und wurde von Marbach aus verwaltet. Ein Teil der Flüchtlinge kehrte 1635 wieder nach Beihingen zurück, doch Anfang 1636 starben weitere 30 Personen in Beihingen, zum Teil durch Hunger.
1643 zogen mit Württemberg verbündete schwedische und französische Truppen in der Gegend ein. Für die Bevölkerung machte dies kaum einen Unterschied: Auch von den „Verbündeten“ drohten Raub und Plünderung. Erneut floh die Bevölkerung nach Marbach. 1645 hielten sich erneut französische Truppen und bayerische Truppen am Ort auf. Ein bayerisches Hauptquartier befand sich 1645 in Marbach. Bei Beihingen überquerten die Franzosen unter Marschall Turenne den Neckar.

## Die Zeit von 1648 bis 1700

### Erholung nach dem Krieg
Im Westfälischen Frieden von 1648 wurde Württemberg in seinen alten Grenzen wiederhergestellt. Die Bevölkerung war jedoch von 450.000 auf 166.000 geschrumpft. Verglichen mit anderen Orten kam Beihingen glimpflich davon: Kirche, Schlösser und die wichtigsten Gebäude der Gemeinde waren intakt. Auch Geisingen und Heutingsheim standen noch, im Gegensatz zu einigen anderen Orten rund um den Hohenasperg, die bis auf die Grundmauern verwüstet waren.
So kam es bald nach Kriegsende zur wirtschaftlichen Erholung und zu einer Wiederbelebung des Gemeindelebens. Auch im übrigen Württemberg ging es nach einiger Zeit wieder bergauf: Zwar lagen 1652 in Württemberg noch 40.200 Morgen (rund 120 km²) Weinberge und 1/3 des Nutzlandes brach. 1654 wurde jedoch eine reiche Ernte „wie seit Menschengedenken nicht“ eingefahren. Bereits 1649 wurde in Württemberg die Volksschulpflicht eingeführt; Beihingen richtete eine Sommerschule ein und gab sich eine Schulordnung. Bis 1653 war der Ortsherr Friedrich Georg von Hallweil zurückgekehrt, zur gleichen Zeit hatten sich zwei Gastwirte in Beihingen niedergelassen.

### Beihingen und Friedrich Georg der Zänker

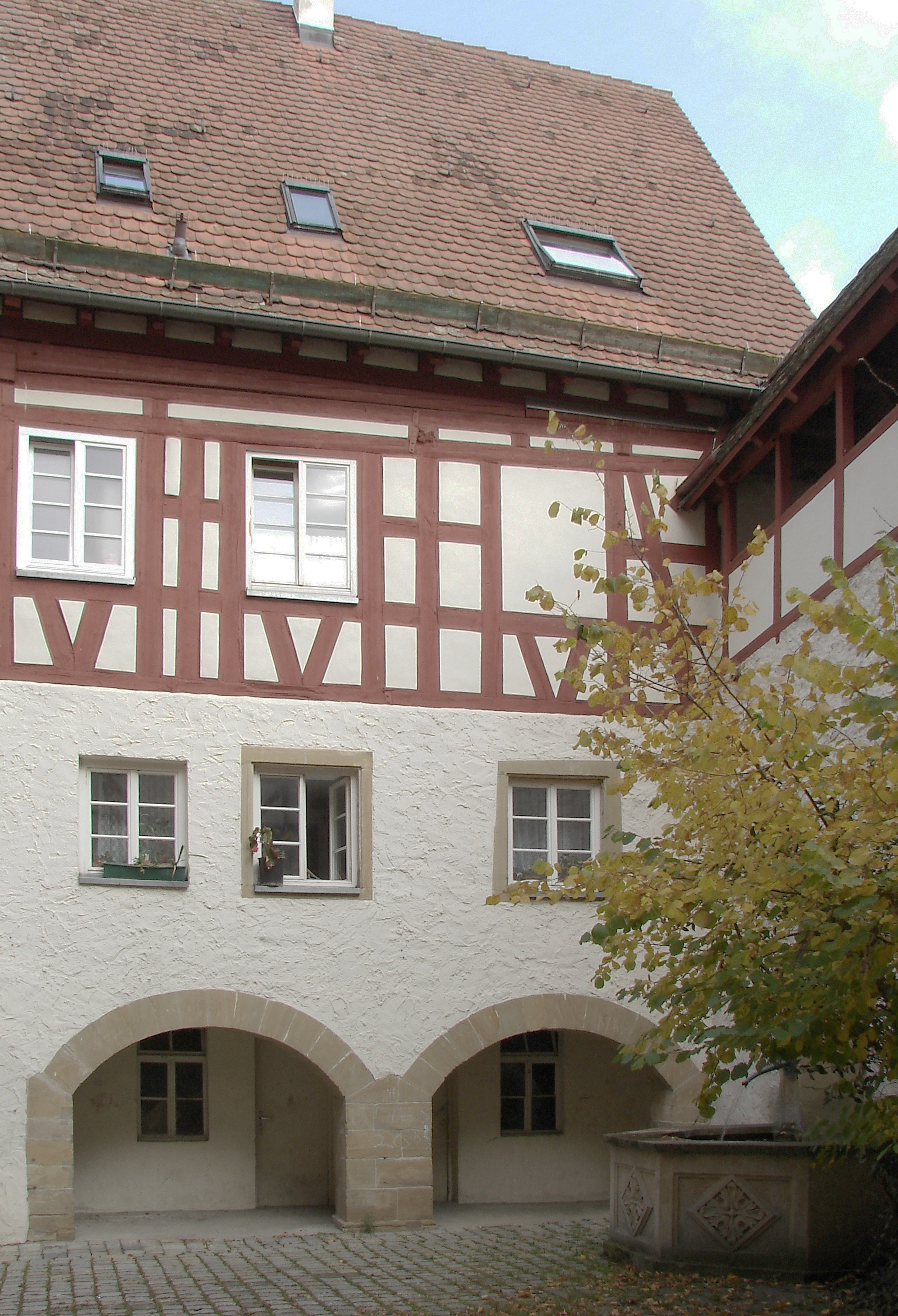
Innenhof des alten Schlosses von Beihingen

Die beiden Ortsherren Friedrich Georg von Hallweil und Wolf Ludwig Schertlin von Burtenbach gerieten jedoch rasch über fast alle Aspekte des örtlichen Lebens in Streit, sei es die Pfarrei, die Mühle, das Wirtshaus, die Brauerei, das Krebswasser, die Schäferei, die Rechtsprechung. Auch auf eine Besetzung der Schulmeisterstelle konnten sich die Dorfherren nicht einigen. Die Bürgerschaft bestellte 1654 schließlich einen Schulmeister. Obwohl er von den Bürgern akzeptiert war, vertrieb ihn Friedrich Georg von Hallweil unter Androhung des Turms 1657 aus dem Dorf.
Friedrich Georg von Hallweils streitsüchtige Art brachte ihm schließlich den Beinamen der Zänker ein. Die Schertlin zu Burtenbach hingegen hatten sich durch Hilfen und Patenschaften vor und nach dem Ende des Dreißigjährigen Krieges bei den Untertanen beliebt gemacht. So wuchs die Einwohnerzahl des schertlinischen Ortsteils beständig an, während viele hallweilsche Untertanen alles daran setzten, in ein schertlinisches Haus umzuziehen. 1656 beschwerten sie sich beim Ritterkanton Kocher, dass Friedrich Georg durch sein „unfriedliches Wesen“ die Einwohner vertreibe. Zehn hallweilsche Häuser stünden leer, während der andere Ortsteil überfüllt sei. Um die Lücken aufzufüllen, lud Friedrich Georg im gleichen Jahr Einwanderer aus der Schweiz zur Ansiedlung ein.
Der Streit um die Schulmeisterstelle setzte sich auch 1657 und 1658 fort, weil Hallweil den von Schertlin und der Bürgerschaft bevorzugten neuen Kandidaten abermals nicht akzeptieren wollte. 1658 wurde schließlich ein Vergleich geschlossen, der den Hallweils das Vorrecht einräumte, die Schulmeisterstelle zu besetzen, aber festlegte, dass der Schulmeister zuvor dem Schertlin zu „präsentieren“ sei. Abermaligen Streit um die Schulmeisterschaft gab es von 1662 bis 1664 und von 1668 bis 1669. 1669 setzte der Herzog per Verordnung einen Schulmeister ein, nachdem die Stelle monatelang unbesetzt geblieben war.
Mit allen drei Pfarrern der Amanduskirche zwischen 1655 und 1661 kam es zu Streitigkeiten, die das kirchliche Leben im Dorf fast völlig zerrütteten. Am 3. Mai 1657 mündeten diese sogar in einer Schlägerei auf dem Kirchhof, angezettelt von Frau von Hallweil und ihrem Reitknecht auf der einen und dem Pfarrer und seiner Frau auf der anderen Seite. Dem Pfarrerehepaar eilten Teile der Bevölkerung aus dem schertlinischen Ortsteil zu Hilfe, der Adligen Bedienstete aus dem Schloss. So weitete sich der Streit zu einer Massenschlägerei aus. Nach diesem Zwischenfall musste der Pfarrer nach Stuttgart fliehen. 1661 stand abermals die Besetzung der Pfarrstelle an. Versehen mit einem Ernennungsschreiben aus Stuttgart, das an beide Ortsherren gerichtet war, kam der nächste Pfarrer nach Beihingen. Hallweil schickte ihn weg, weil ihm allein die Besetzung der Pfarrstelle zustehe. Als der Herzog drohte, Hallweil zu „arrestieren“, gab dieser nach. Der neue Pfarrer wurde eingesetzt und blieb bis 1693 im Amt.
Das dörfliche Leben normalisierte sich erst wieder, als der Zänker 1671 starb. Er wurde ohne Grabmal im Chor der Amanduskirche beigesetzt. 1680 wurde der Nordtrakt des alten Beihinger Schlosses renoviert und wahrscheinlich auch erweitert. Die Jahreszahl findet sich über der Eingangstür zum Nordtrakt.

### Der Schlossausbau in Geisingen

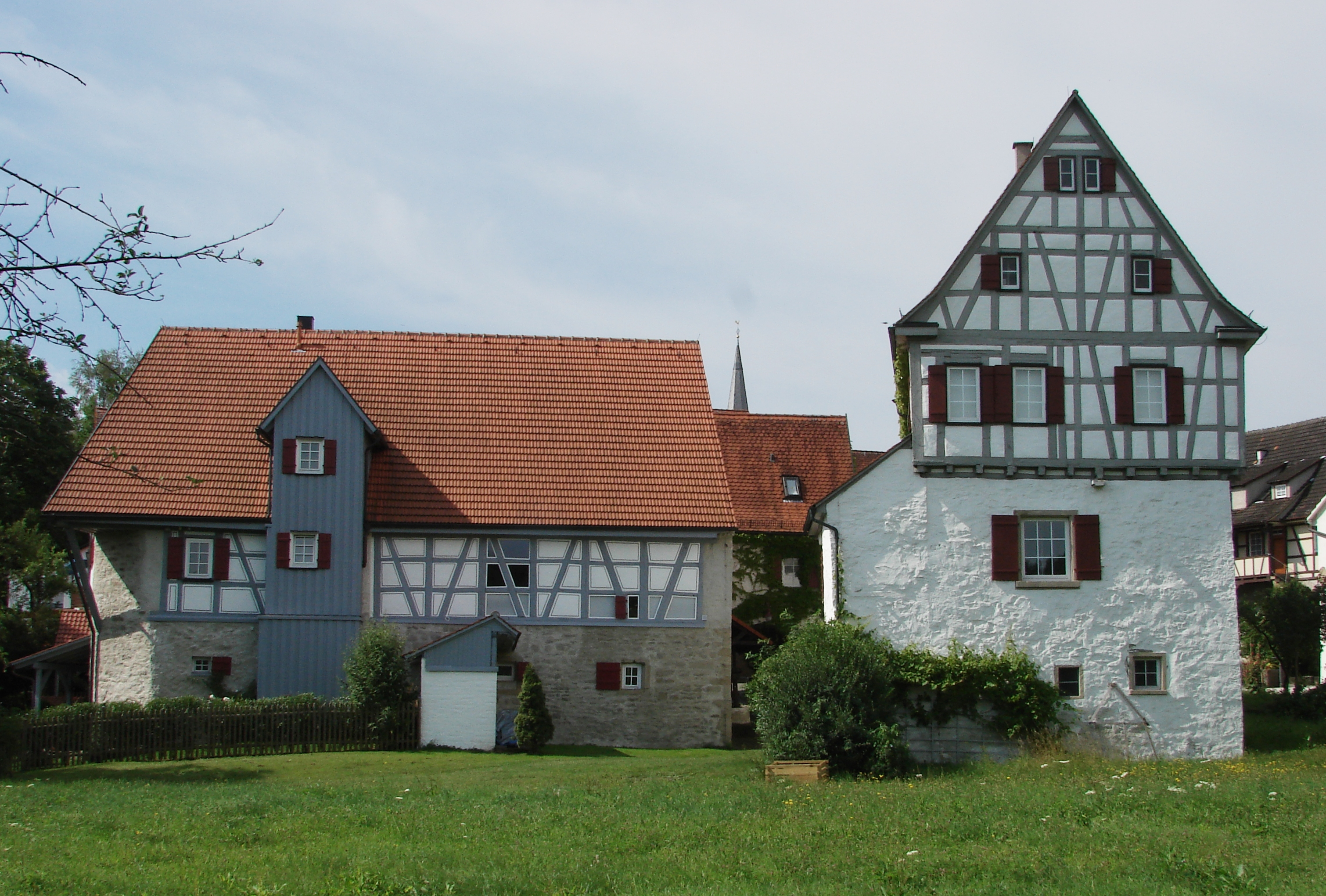
Das Geisinger Schlössle

1671 ließ Wolf Schertlin von Burtenbach das Geisinger Wasserschloss um einen Neubau, das Schlössle, erweitern. In Geisingen stand nun eine großzügige, ummauerte Anlage mit Innenhof, zwei Wohngebäuden, Torhaus, Turm, Wassergraben, Backhaus und Kelter.

### Der Pfälzische Erbfolgekrieg
Zum Ende des 17. Jahrhunderts mussten die drei Orte Geisingen, Heutingsheim und Beihingen erneut unter einem Krieg leiden, dem Pfälzischen Erbfolgekrieg. Im Dezember 1688 marschierten französische Truppen in Stuttgart ein. Den gesamten Neckar entlang, bis Beihingen hinauf, konfiszierten die Franzosen die Fährschiffe. In den Jahren 1689 und 1690 mussten bayerische und kursächsische Truppen von den Gemeinden in der Gegend verköstigt werden.
Während des Krieges, 1691–1692, trat eine weitere Adelsfamilie in die Geschicke Beihingens ein: Die Familie Hallweil verkaufte 1/8 ihres Ortsteils an die Familie von Gemmingen.
Das schlimmste Kriegsjahr wurde das Jahr 1693. Im August fiel die Festung Hohenasperg gegen die französischen Truppen unter General Mélac. Die 70.000 Mann starke französische Armee setzte anschließend bei Beihingen über den Neckar. Die gesamte Neckarebene um Pleidelsheim sowie Murr- und Bottwartal bis Großbottwar waren von lagernden französischen Truppen besetzt. Die ansässige Bevölkerung floh, und in den Dörfern wurde vandalisiert und geplündert.
In Beihingen wurden die drei Kirchenglocken sowie das Rathausglöcklein geraubt, rund 230 Scheffel Getreide verbrannten. Das gesamte Kirchengestühl und die Kanzel der Amanduskirche wurden verbrannt, die kultischen Geräte für Taufe und Abendmahl geraubt, und die Kirchenregister vernichtet.
Beim anschließenden Gegenangriff durch badische Truppen und Rückzug der Franzosen befand sich deren Hauptquartier im verlassenen Heutingsheim. Auch Heutingsheim wurde ausgeplündert, und die Kirchen- und Gemeindebücher wurden vernichtet. Die Kirche in Geisingen brannte sogar vollständig ab. Im Lager bei Heutingsheim wurde schließlich ein Loskauf zwischen Württemberg und Frankreich vereinbart: Gegen eine Zahlung von 400.000 Reichstalern zogen die Franzosen aus Württemberg ab.
Im September 1693 kehrte die Bevölkerung in ihre Dörfer zurück. Im hallweilschen Teil Beihingens waren dies nur 15 der zuvor 26 Haushalte. Zehn Häuser in Beihingen blieben leer, da deren Bewohner verhungert waren. In Geisingen gab es noch 17 Haushalte. Auch 1694 herrschte Hungersnot, da zuvor aus Mangel an Zugvieh nicht genug Getreide, vor allem Wintergetreide, angebaut werden konnte. Beihingen nahm 1694 ein Darlehen von 200 Gulden beim Ritterkanton Kocher auf, konnte jedoch die Zinsen nicht bezahlen.

### Besitzwechsel in Heutingsheim

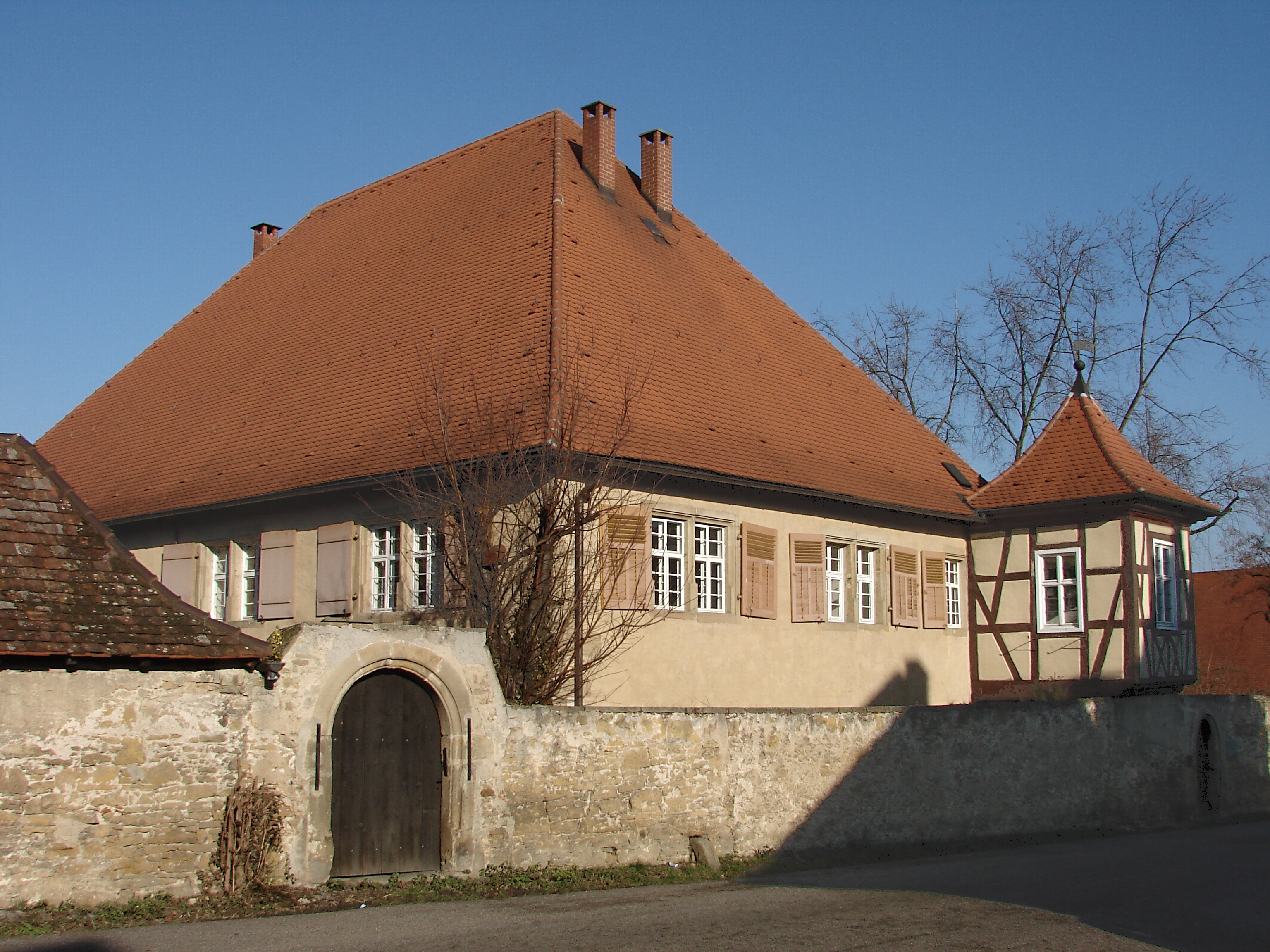
Das Schloss in Heutingsheim

In Geisingen war der Ortsherr, Philipp Conrad Schertlin von Burtenbach, 1695 mit mehr als 20.000 Gulden Schulden belastet. Er verkaufte deshalb Dorf und Schloss Heutingsheim an den württembergischen Oberstallmeister Levin von Kniestedt. Der neue Ortsherr ließ 1696 den Blauhof des Klosters Bebenhausen in Heutingsheim durch ein Schloss ersetzen.

### Erholung in Beihingen
1698 hatte sich das wirtschaftliche Leben so weit erholt, dass die Bürger die Wiederherstellung ihrer Kirche in Angriff nehmen konnten. Eine neue Glocke und eine neue Altarbibel wurden gekauft. 1699 bekam die Amanduskirche sogar ihre erste, der Stadt Besigheim abgekaufte, Orgel.

## Das 18. Jahrhundert

### Generelle Entwicklung

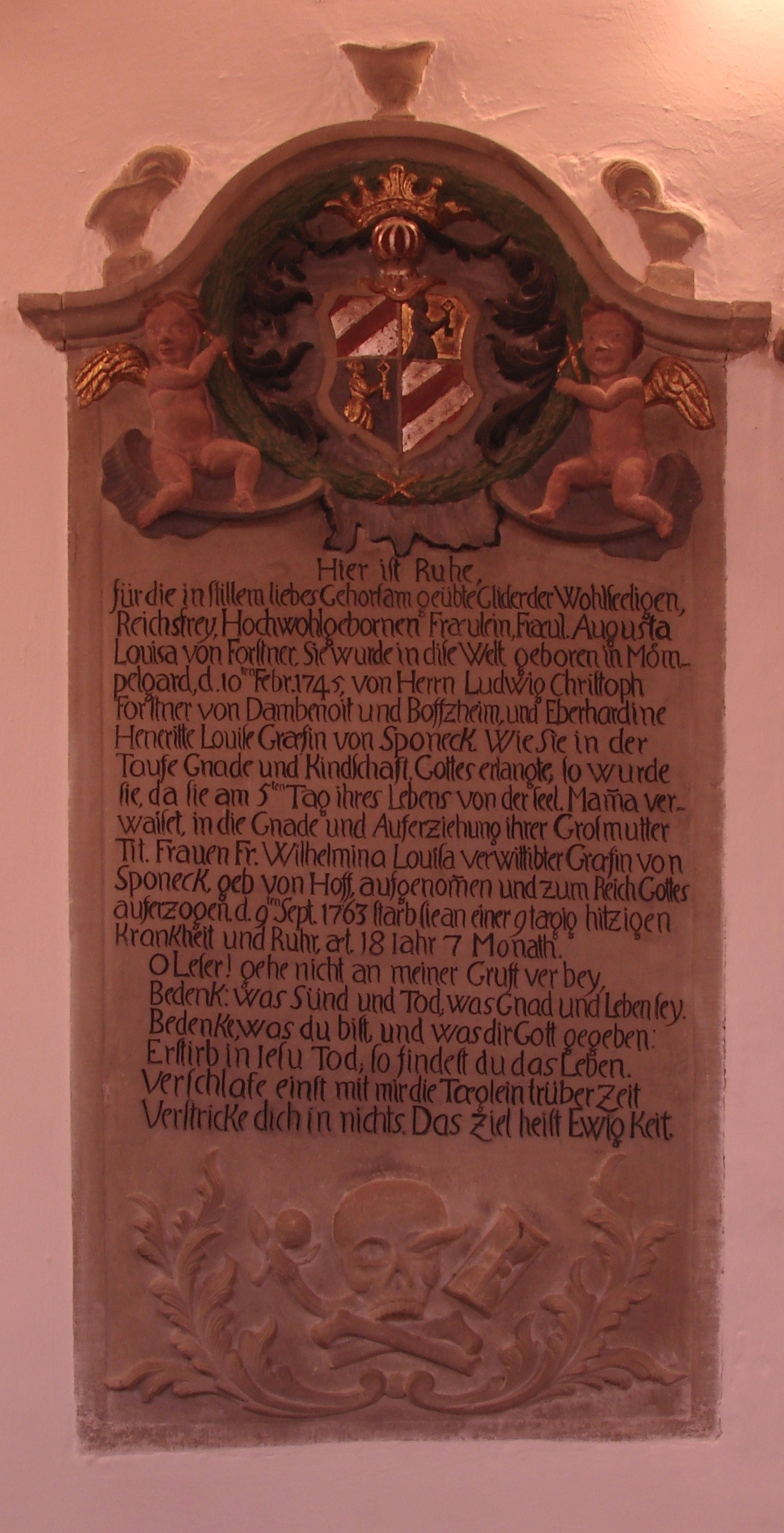
Epitaph aus dem 18. Jahrhundert in der Nikolauskirche

Das angehende 18. Jahrhundert war geprägt vom Aufstreben des Handwerks, vom Ausbau der Landwirtschaft und von wachsendem Wohlstand. Eine gewisse Ausnahme machten die sprichwörtlich armen Geisinger Bürger unter ihrem überschuldeten Ortsherrn. Die Bevölkerungszahl wuchs stark an. Auch die Leibeigenschaft wurde im 18. Jahrhundert Schritt für Schritt abgebaut, jedoch erst 1817 in Württemberg restlos abgeschafft.
Im Siebenjährigen Krieg 1756–1763 stand Württemberg auf der Seite Frankreichs gegen Preußen und musste Truppen stellen. Von den Zwangsaushebungen waren wohl auch Beihingen, Geisingen und Heutingsheim betroffen. 2/3 dieser zwangsweise rekrutierten Männer desertierten. Etwa ab 1775 wurde in der Gegend in größerem Umfang die Kartoffel angebaut. Zu Lasten der Schafweide breitete sich der Feldbau, insbesondere der Kleeanbau, weiter aus.
Die Französische Revolution von 1789 fand in Württemberg auf Grund des relativen Wohlstandes und der politischen Beteiligung der Bevölkerung unter dem in dieser Zeit populären Herzog Carl Eugen nur schwachen Widerhall bei der Bevölkerung. 1793 beteiligte sich Württemberg am Ersten Koalitionskrieg gegen Frankreich. Vom Einfall französischer Truppen 1796 bei Cannstatt unter General Moreau war die gesamte Region betroffen. 1800, im Zweiten Koalitionskrieg, drangen erneut französische Truppen in Württemberg ein.

### Beihingen
1710 starb Ludwig Friedrich, der letzte des Beihinger Familienzweiges der Hallweil. Schon zuvor hatte die Familie von Gemmingen nach und nach 1/4 des hallweilschen Besitzes in Beihingen erworben. Nun erwarben sie die übrigen 3/4 aus dem Erbe. Bis 1809 sollten nun 3/5 des Ortes gemmingenscher Besitz sein. 1713 wurde im Beihinger Rathaus der spätere Pfarrer und Erzieher Johann Friedrich Flattich geboren.
1727 wurden erstmals Auswanderungen aus Beihingen erwähnt. Zwei Familien und eine männliche Einzelperson zogen nach Amerika. Weitere Auswanderungen sind für 1743 überliefert. 1744 kam es zu einer Auswanderungswelle Beihinger Familien nach Pennsylvanien, vermutlich nicht aus wirtschaftlicher Not, sondern aus pietistischer Gesinnung. Insgesamt sind die Auswanderungen nach Amerika nur lückenhaft dokumentiert. 1750 wurde erstmals eine Feuerspritze in Beihingen genannt.
Um 1750 setzte sich in der Gegend das Rokoko durch. 1752 erhielt die Amanduskirche eine große Erneuerung in diesem Stil. Dach, Fenster, Mauerwerk und Gestühl wurden saniert. Die Decke wurde mit Ornamenten bemalt und erhielt vergoldete Zierknäufe. An den Emporen entstanden die künstlerisch wertvollen Ausmalungen des Prager Malers Hans Stiegler.
1764 bis 1766 erhielt die Amanduskirche eine neue Orgel, erbaut von Orgelbaumeister Johannes Weinmar aus Bondorf. Der Orgelprospekt ist bis heute erhalten geblieben. Zwischen 1765 und 1778 war bei Beihingen eine Schiffbrücke über den Neckar in Betrieb. Beim Hochwasser 1769 wurde sie weggerissen. Die Teile wurden in Heilbronn (sic) wieder geborgen und die Brücke wiederhergestellt. Bei einem Hochwasser 1778 wurde sie schließlich irreparabel zerstört. Sie wurde durch eine Fähre ersetzt, die bis 1875 in Betrieb blieb.
1796 fielen versprengte französische Soldaten in der Gegend ein. Überwiegend aus Kriegsfreiwilligen bestehende Trupps erpressten Geld von der Gemeinde, plünderten den Weinkeller der Pfarrei, raubten Kleidungsstücke und Schuhe und erschossen Federvieh. Mit Hilfe französischer Feldwächter und einheimischer Freiwilliger konnten die Marodeure vertrieben werden. Die Einwohnerzahl von Beihingen lag im Jahr 1800 bei 716 Personen.

### Geisingen, Heutingsheim, und die schertlinischen Besitztümer in Beihingen

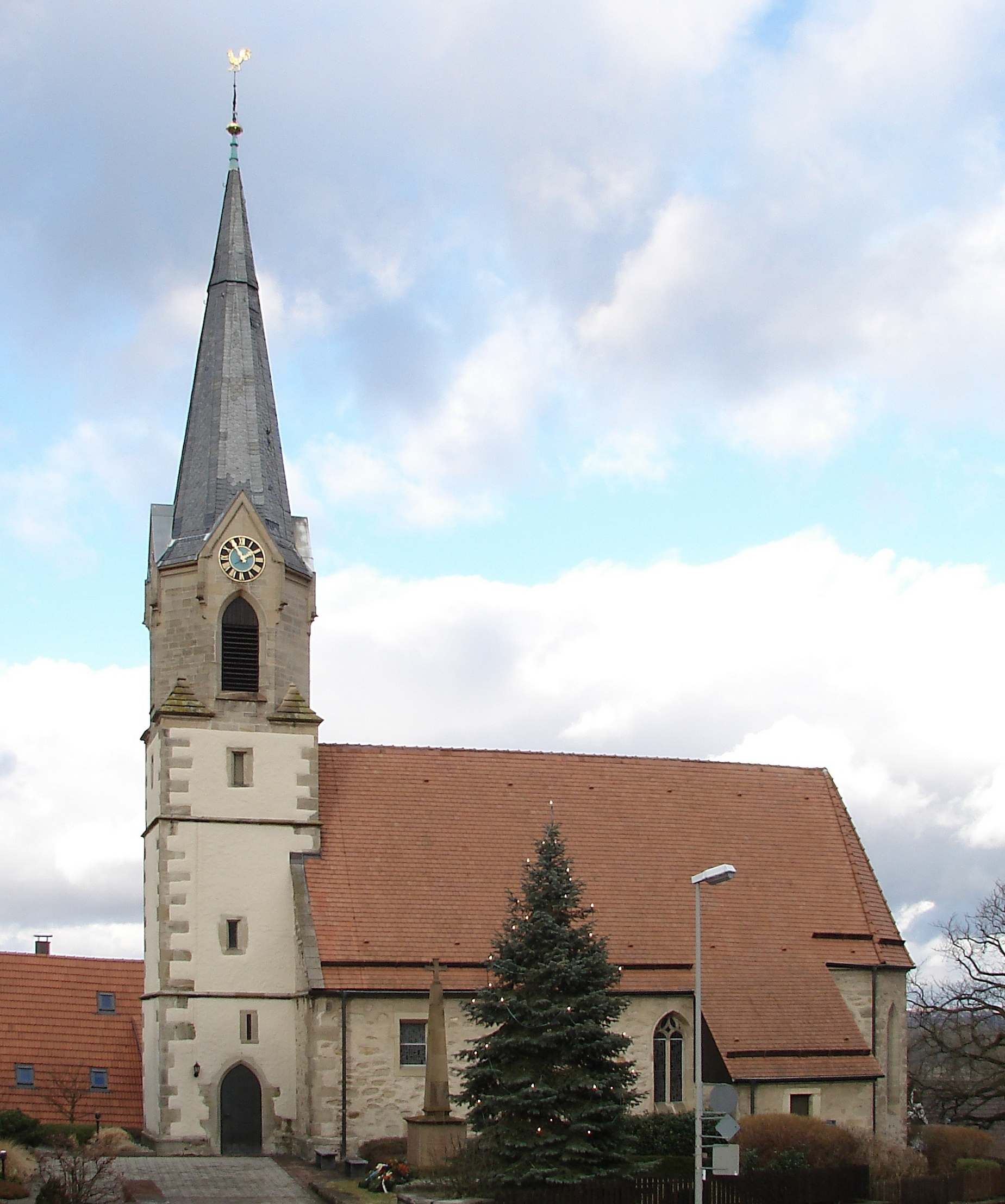
Die Nikolauskirche in Geisingen (Turmhaube von 1900)

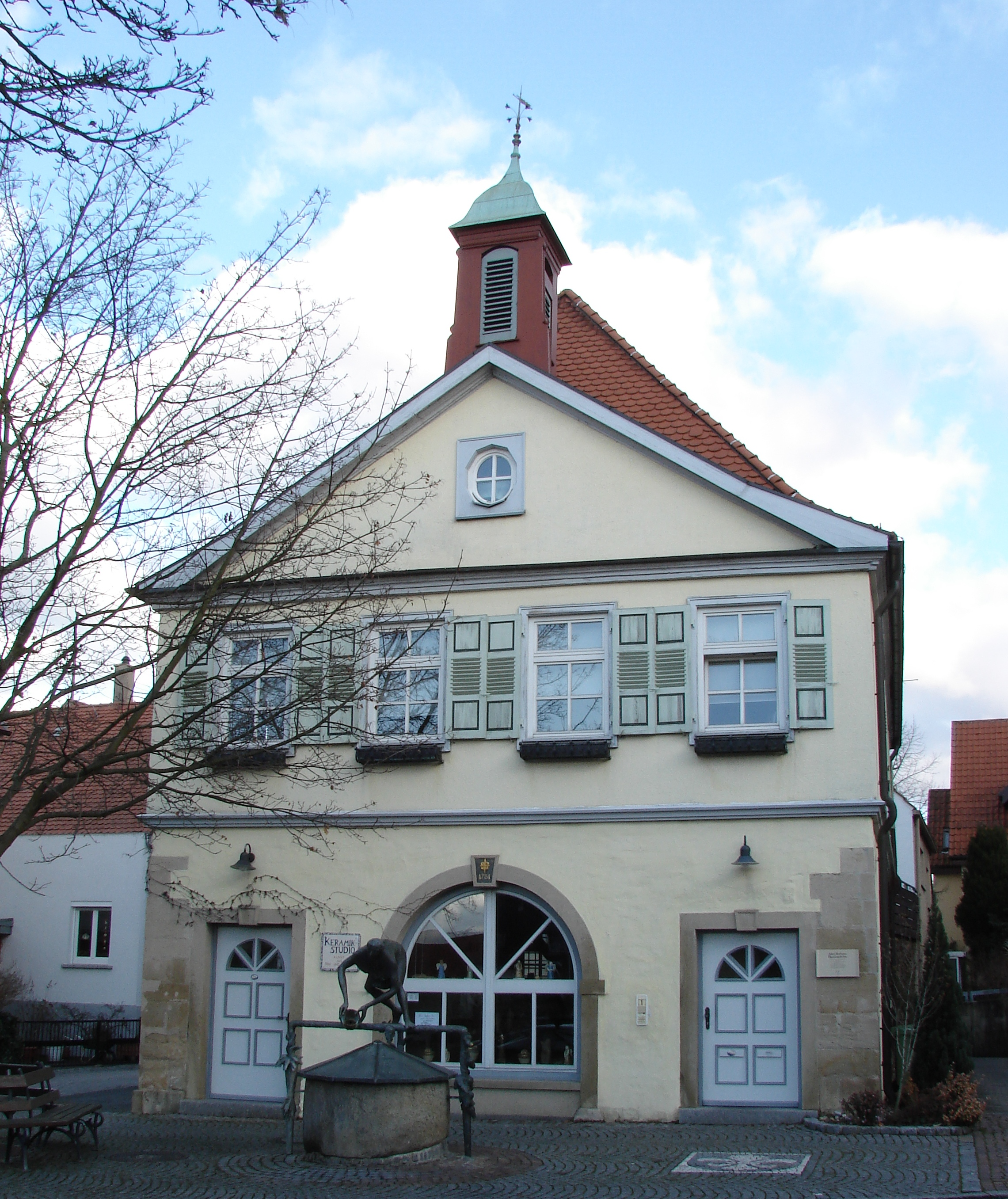
Das Rathaus in Heutingsheim

Im Oktober 1701 konnte die 1693 abgebrannte und inzwischen wieder aufgebaute Kirche in Geisingen eingeweiht werden. 1723 erbaute Friedrich Ludwig von Kniestedt ein weiteres Schloss in Geisingen, das obere Schloss am Berg direkt unterhalb der Kirche. Die Familie verkaufte das Schloss 1786 weiter an den Kaufmann Tobias Bender. Von diesem erwarb es 1788 das Land Württemberg, das es sofort an die Gemeinde weiterverkaufte. Diese wiederum verkaufte es an Geisinger Bürger.
1781 wurde das Rathaus in Heutingsheim erbaut. 1782 verkaufte Karl Christian Adam Schertel von Burtenbach seinen Geisinger Besitz, sowie den ihm gehörenden Teil Beihingens, an Herzog Carl Eugen. Aus dem verkauften Besitz wurde ein württembergisches Stabsamt gebildet. Ab 1783 verkaufte das Herzogtum einen großen Teil der Besitztümer in Geisingen und Beihingen an Bürger. 1800 lebten in Heutingsheim rund 475 Personen.

## Das 19. Jahrhundert

### Neuordnung infolge der napoleonischen Herrschaft

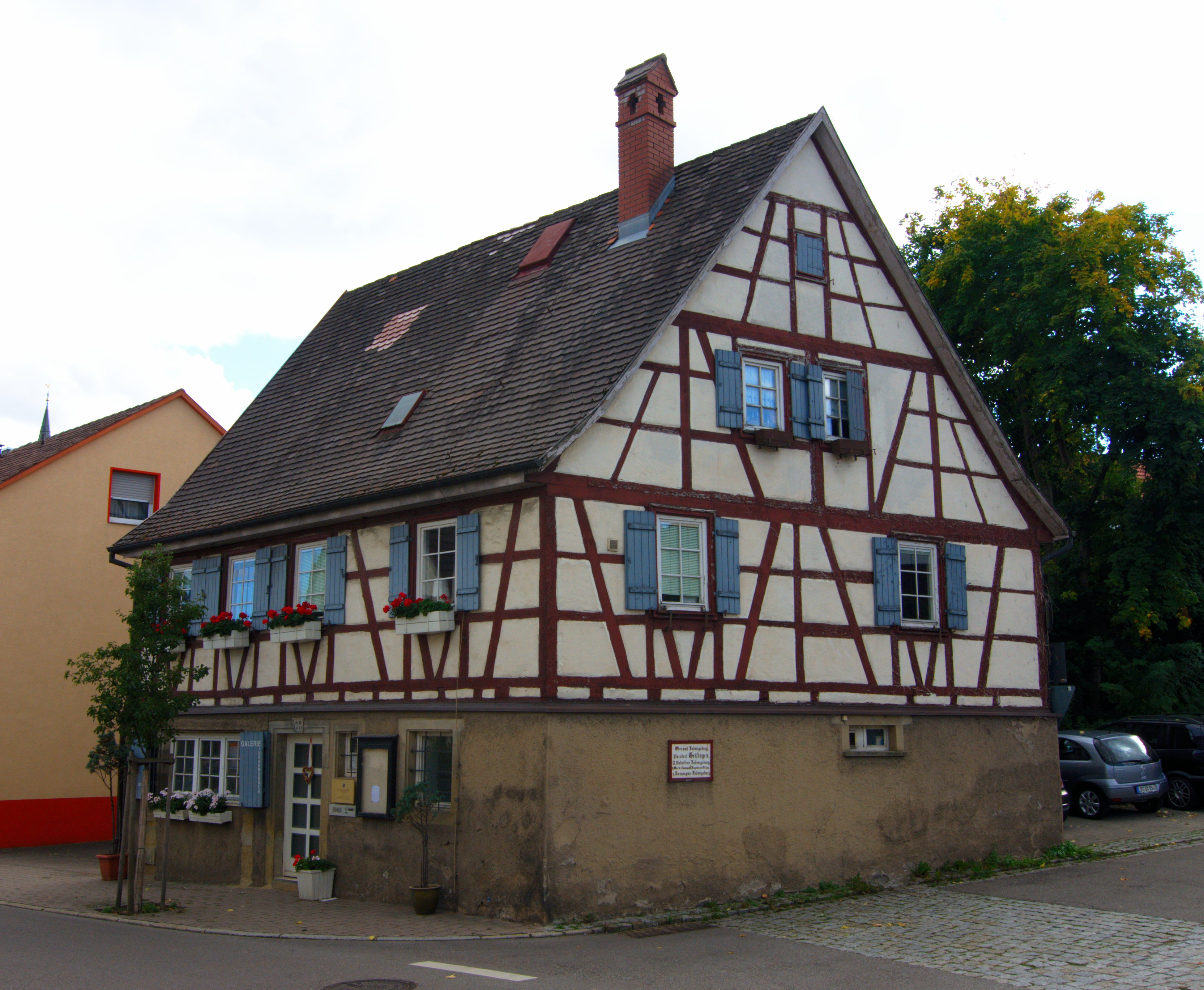
Geisinger Rathaus von 1829

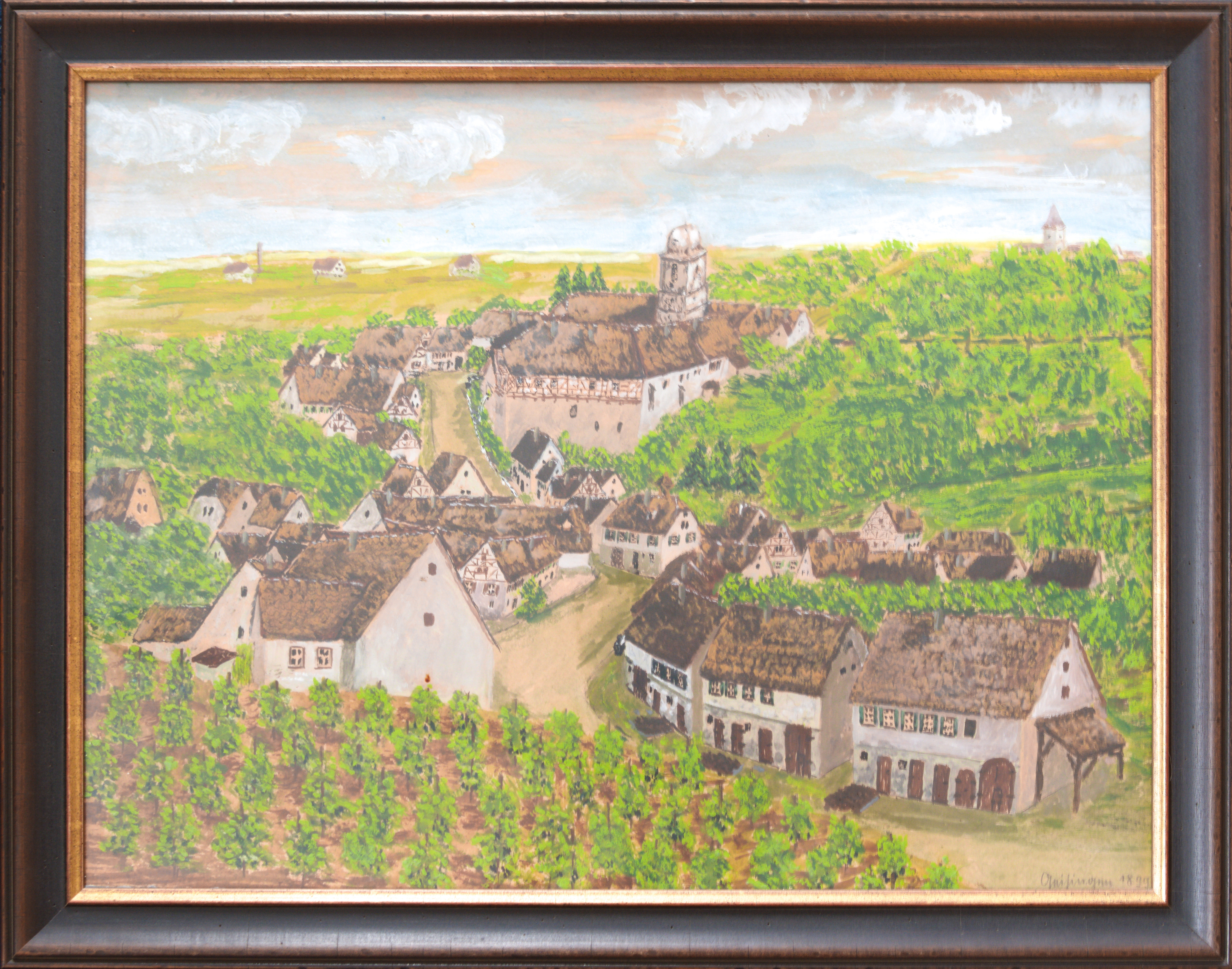
Geisingen am Neckar im 19. Jahrhundert

Mit dem Frieden von Lunéville verlor Württemberg seine linksrheinischen Besitzungen. Im Reichsdeputationshauptschluss 1803 wurde es durch die Auflösung kleiner Fürstentümer und Territorien dafür entschädigt. Die südwestdeutschen Reichsritter zahlten 1802 ein Bestechungsgeld von 200.000 Francs an Außenminister Talleyrand sowie 100.000 Gulden an Napoléon und seine Minister. Dennoch schloss Napoléon 1805 ein Bündnis mit den süddeutschen Fürsten, mit dem die Reichsritterschaft in Süddeutschland aufgehoben wurde.
Gleichzeitig gab sich Württemberg ein neues Privatrecht nach dem Vorbild des französischen und römischen Rechts und eine neue Verfassung nach dem Vorbild der französischen Ministerialverfassung. Die Kirchengüter wurden der Staatskasse einverleibt. Die Landstände verloren ihr Mitregierungsrecht, und die Gemeinden ihr Besteuerungsrecht. Mit dem Organisationsedikt von 1806 gab sich Württemberg eine neue Verwaltungsgliederung in Oberämter.
Beihingen wurde bereits 1805 württembergisch, Geisingen und Heutingsheim folgten 1806. Die drei Orte wurden zuerst dem Oberamt Marbach zugeschlagen, kamen jedoch später zum Oberamt Ludwigsburg. 1809 erloschen auch die reichsritterschaftlichen Gerichtsbarkeitsrechte in Beihingen und Heutingsheim.

### Die Wirtschaftskrise von 1812 bis 1817
Die Jahre 1812 bis 1815 brachten eine Periode wirtschaftlicher Not. Vier aufeinander folgende Regensommer führten zu Ernteausfällen. Die männliche Bevölkerung war durch die Napoleonischen Kriege dezimiert: Von 15.800 württembergischen Soldaten kehrten nur einige Hundert aus dem Russlandfeldzug zurück. 1814 erfror fast die gesamte Weinernte. Eine Teuerungswelle, die daraufhin einsetzte, erreichte ihren Höhepunkt im Jahr 1817.

### Verwaltungsreformen von 1818 bis 1822
Mit dem Verwaltungsedikt von 1822 gab sich Württemberg eine neue Gemeindeverfassung, die eine in Deutschland einzigartige Selbstverwaltung der Gemeinden vorsah: Die Bürgerschaft wählte den Gemeinderat und den Bürgerausschuss. Der auf Lebenszeit amtierende Schultheiß wurde aus drei von der Gemeinde vorgeschlagenen Kandidaten vom Oberamt ernannt.
In Beihingen behielten die Grundherren dennoch einigen Einfluss am Ort: Sie behielten das niedere Strafrecht im Schloss und dem zugehörenden Besitz, und die Befugnis, Kirchen- und Schulvisitationen beizuwohnen. Faktisch ernannten in Beihingen die Grundherren wohl auch den Ortsvorsteher. Auch die Lehrer wurden bis ins 20. Jahrhundert hinein von den Grundherren ernannt.
Außerdem behielten die Familien von Kniestedt und von Gemmingen das Privileg der Steuerfreiheit. Die Herren von Gemmingen hatten auch weiterhin Einkünfte am Zehnten von Bürgern und Pfarrei in Beihingen.

### Weitere wirtschaftliche und politische Entwicklung im 19. Jahrhundert

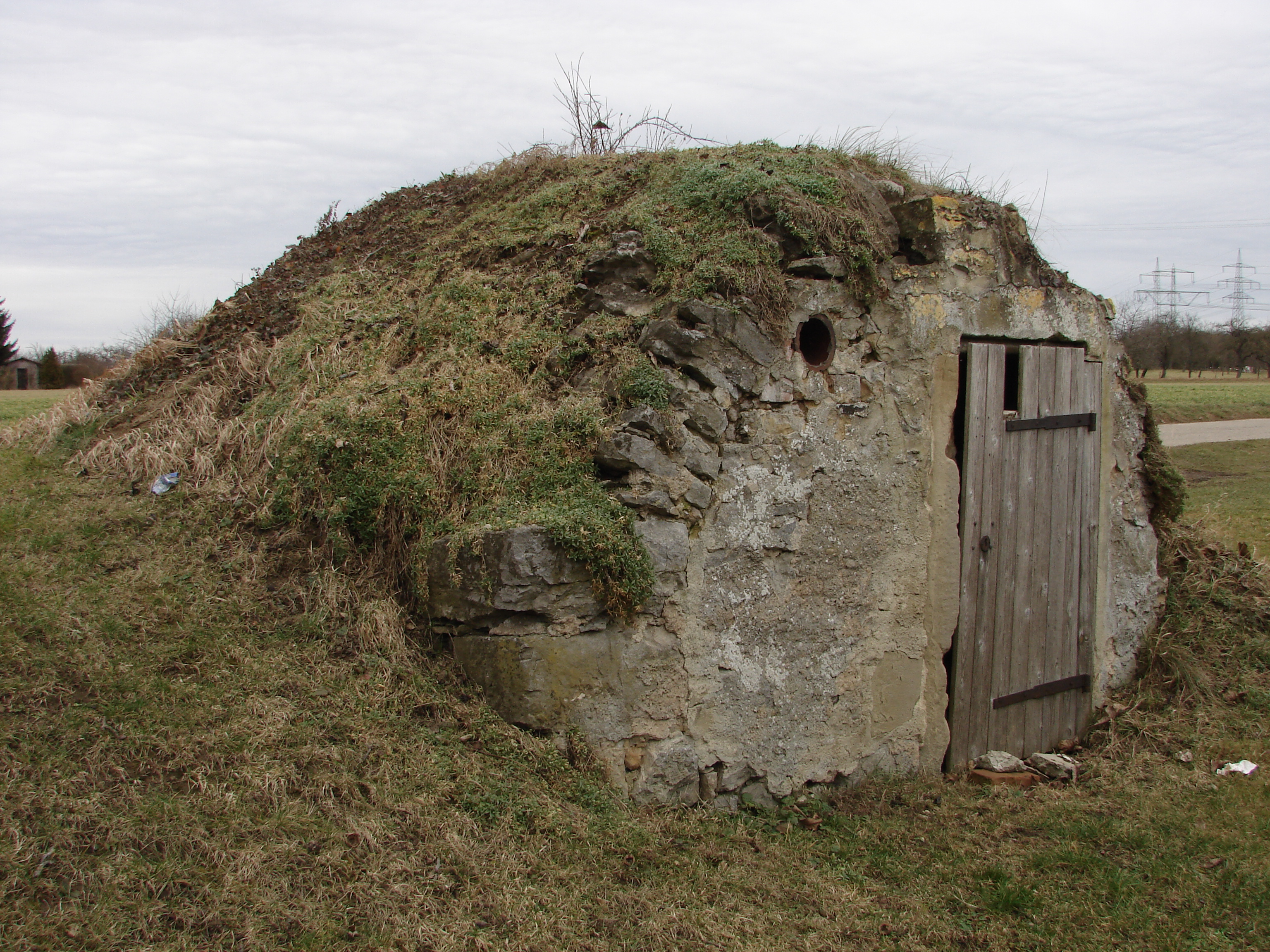
Hütte für Weinberghüter (Wengerterhütte) oberhalb des ehemaligen Weinbergs bei Beihingen

Die beginnende Industrialisierung machte sich am Ort zunächst kaum bemerkbar: Beihingen, Geisingen und Heutingsheim behielten ihren Charakter als landwirtschaftlich geprägte Dörfer. Die Gesamtbevölkerungszahl der drei Dörfer wuchs von 1828 bis 1863 nur unwesentlich von 1941 auf 2003 Einwohner. Die Wirtschaftskrisen von 1830 und 1846–1855 sowie die damit verbundenen Auswanderungswellen trugen möglicherweise zu dieser Stagnation bei.
In politischer Hinsicht kam es, trotz der gescheiterten Paulskirchenverfassung von 1848, zu weiterer Liberalisierung. 1836 wurden die Frondienste in Württemberg gegen Zahlung eines Ablösegeldes abgeschafft. Über dessen Höhe kam es in Beihingen zu Auseinandersetzungen, die sich noch bis über das Jahr 1839 fortsetzten. 1850 wurden auch Lehen und Zehnte abgeschafft. Bis 1854 waren alle Zehnten in den drei Dörfern durch einmalige Ausgleichszahlungen abgelöst.
Am Deutsch-Französischen Krieg 1870/71 nahmen 16 Männer aus Beihingen teil, von denen einer ums Leben kam. 1871 wurde erstmals ein Beihinger Fabrikarbeiter schriftlich erwähnt, der in Ludwigsburg verunglückte Thomas Walter. Auch in der Landwirtschaft machte sich die beginnende Mechanisierung bemerkbar: In den 1870er Jahren kamen die ersten Futterschneide- und Dreschmaschinen auf. 1871 wurde in Württemberg das metrische System eingeführt.

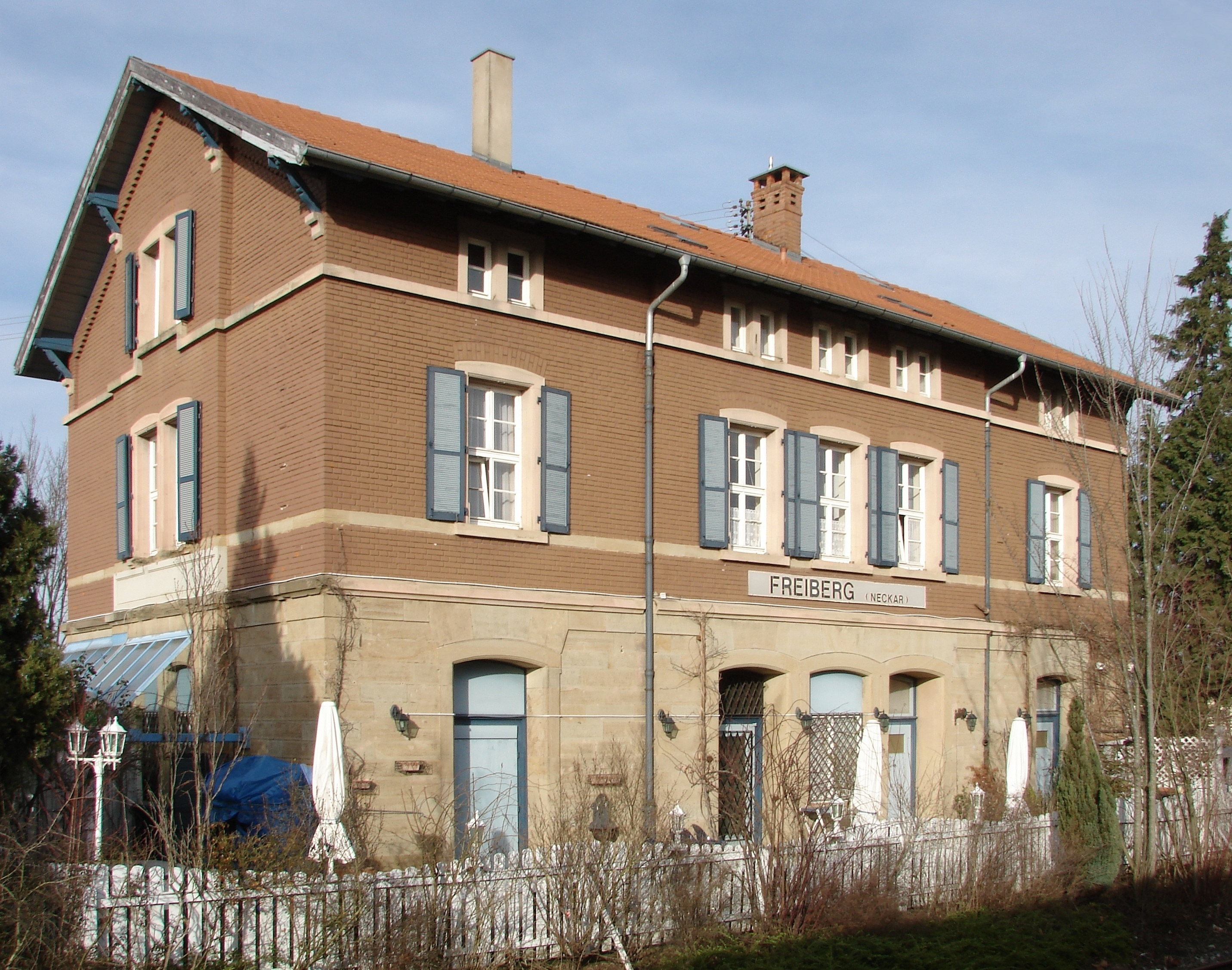
Altes Bahnhofsgebäude von 1881

1875 erhielt Beihingen eine Bahnstation, auf dem Höhenrücken 1½ km oberhalb des Ortskerns. 1879 wurde die Bahnstrecke Backnang–Bietigheim eröffnet und Beihingen an diese angeschlossen, ab 1881 gab es von Beihingen aus einen Zweig nach Ludwigsburg.
Ab 1889 wuchs im Pfarrhaus in Heutingsheim der spätere Archäologe und Landeskonservator Oscar Paret auf. 1890 nahm in Beihingen der Lehrer Wilhelm Mezger, der letzte von den Grundherren ernannte Lehrer, seinen Dienst auf. Er blieb bis 1929 im Dienst. 1892 wurden die bürgerliche und die kirchliche Gemeinde getrennt. Das kirchliche Vermögen wurde aus dem Gemeindevermögen herausgezogen.
Zwischen 1881 und 1895 kam es zu einer weiteren Auswanderungswelle nach den USA. Diese wurde auch gefördert durch eine landwirtschaftliche Krise Anfang der 1890er Jahre. 1893 kamen in Beihingen infolge eines dürren Sommers 420 Rinder um; 1894 war ein großer Teil der Weinernte wegen schlechter Qualität unverkäuflich. Die Einwohnerzahl Beihingens, Geisingens und Heutingsheims lag 1900 bei insgesamt 2.298 Personen.

## Das 20. Jahrhundert

### Die Jahre bis zum Ersten Weltkrieg
In der Wirtschaftsstruktur der drei Orte begann bereits vor 1900 ein grundlegender Umbruch: der Übergang von Landwirtschaft zur industriellen Beschäftigung. Um 1900 war bereits rund die Hälfte der erwerbstätigen Bevölkerung bei den Fabriken in Ludwigsburg, Kornwestheim, Bietigheim und Stuttgart beschäftigt, wo die Löhne deutlich attraktiver waren als in der Landwirtschaft. Die gute Bahnanbindung begünstigte diesen Wandel. Allerdings gaben viele der Fabrikarbeiter der ersten und zweiten Generation ihre Bindung an den Boden nicht ganz auf: Viele bewirtschafteten zu Hause noch ihr Stückle, zogen dort Gemüse und Kartoffeln, mästeten Geflügel oder ein Schwein.
Zu Beginn des 20. Jahrhunderts bekam Beihingen eine Dorfwasserleitung. In der unterhalb des Bahnhofs gelegenen Klinge wurde ein Wasserhochbehälter mit 230 m³ Fassungsvermögen eingerichtet. 1902 gab es in Heutingsheim im Gasthaus Sonne den ersten Telefonanschluss. Im gleichen Jahr zeigte sich mit dem ersten Fischsterben im Neckar eine der Kehrseiten der Industrialisierung.
Um 1900 wurde in Geisingen der Weinbau aufgegeben. Ein anderes Wirtschaftsgut gewann an Bedeutung, nämlich der Kiesabbau im Neckar. 1905 wurde eine Seilbahn eingerichtet, die den ausgebaggerten Neckarkies zum Beihinger Bahnhof hinauf transportierte. Diese Seilbahn hatte bis 1922 Bestand, der Kiesabbau wurde jedoch fortgesetzt, bis in den 1960er Jahren die Kies- und Sandmassen unterhalb der Brücke völlig ausgebaggert und erschöpft waren. In der Landwirtschaft gewann ab etwa 1910 der Tabakanbau wirtschaftliche Bedeutung. Er wurde bis in die 1960er Jahre in wirtschaftlich bedeutendem Umfang fortgesetzt. 1906 wurde mit der neuen Gemeindeordnung des Königreichs Württemberg die lebenslange Amtszeit der Schultheißen aufgehoben.

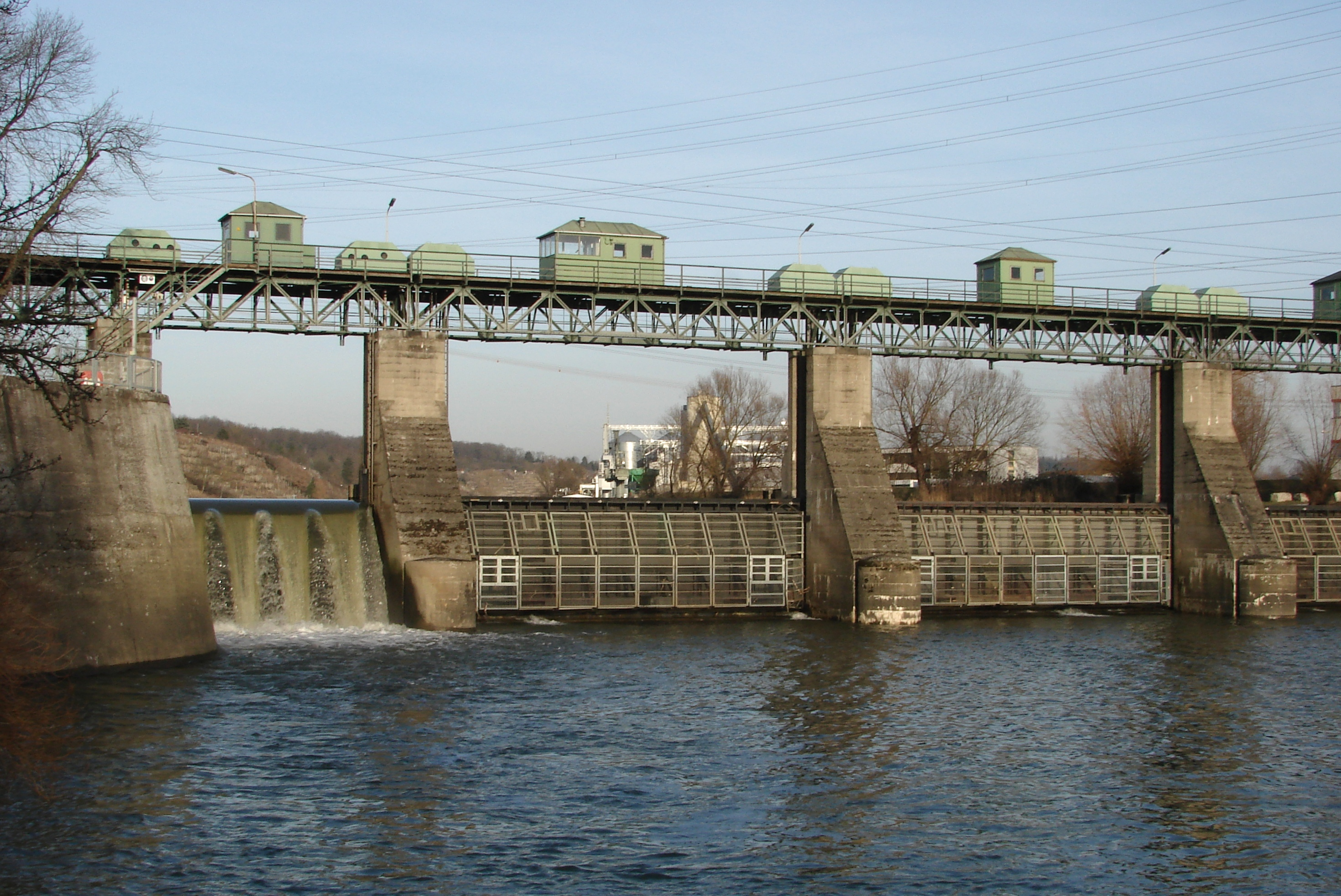
Stauwehr bei Beihingen

Das Jahr 1910 verzeichnete eine rege Bautätigkeit in Heutingsheim. Von 1911 bis 1914 entstand, 200–500 m rechts des Flusslaufs, der Kanal für das Kraftwerk Alt-Württemberg. Der ursprüngliche Flussarm zwischen Beihingen und Ingersheim führte ab nun nur noch das Wasser, das für den Kanal nicht gebraucht wurde. Im Sommer fiel das alte Flussbett sogar häufig trocken. Am Anfang des 5 km langen Kanals in Beihingen entstand ein Stauwehr, an dessen Ende bei Pleidelsheim ein weiteres Stauwehr und das Kraftwerk. Das Kraftwerk wurde 1915 in Betrieb genommen.

### Der Erste Weltkrieg
Das benachbarte Ludwigsburg war eine starke Garnisonsstadt. Auch das umliegende Gebiet wurde für die Mobilmachung genutzt. Anfang August 1914 war Geisingen komplett mit Artillerietruppen belegt, die anschließend nach Frankreich verlegt wurden. Ab 1915 machte sich der Krieg mit ersten Rationierungen bemerkbar. Brot- und Fleischkarten wurden eingeführt. In Geisingen stieg die Arbeitslosigkeit. Zur Beschäftigung der Arbeitslosen ließ die Gemeinde Rohrlegearbeiten ausführen.
Ab 1916 wurden die Dörfer von hamsternden Städtern aufgesucht. Ab Mai 1917 wurden allgemeine Lebensmittelkarten eingeführt und die Lebensmittel straff rationiert. Zwei Glocken der Amanduskirche und die Beihinger Rathausglocke wurden fotografisch registriert und anschließend eingeschmolzen. Am Ende des Krieges hatte Beihingen von 235 Männern, die in den Krieg gezogen waren, 44 als Gefallene zu beklagen.

### Die Weimarer Republik
Das nun spürbare Bevölkerungswachstum führte zu Wohnungsnot. In Beihingen wurden zu deren Linderung im alten Schloss und im alten Schulhaus 1920 insgesamt 10 Notwohnungen gebaut. Heutingsheim wuchs, begünstigt durch Grundstücksverkäufe der Ortsadligen, in Richtung Bahnhof. 1921 wurde in Geisingen die Zwangswirtschaft für Wohnraum eingeführt.
In der Bevölkerung bildete sich ein verändertes politisches Bewusstsein heraus: Während der Unruhen von 1919 gab es in Heutingsheim kurzzeitig einen Arbeiter- und Bauernrat. In den 1920er Jahren gewannen die SPD und auch die KPD starken Rückhalt in der örtlichen Arbeiterbevölkerung.
Die Wirtschaftskrise in den Jahren ab 1929 versuchten die Gemeinden durch Notstandsarbeiten zu lindern. In Heutingsheim wurde im Zuge dieser Arbeiten der Gründelbach reguliert. Ende 1930 zählte Beihingen 51 Arbeitslose. Die Gemeinde gewährte Winterbeihilfen und Weihnachtszuwendungen. Geisingen hatte in den Jahren 1931–1932 über 70 Arbeitslose, von denen etwa die Hälfte in Notstandsarbeiten beschäftigt werden konnten.

### Die NS-Herrschaft
Mit den Gleichschaltungsgesetzen wurde die 1906 reformierte Gemeindeordnung erneut geändert. Die Amtsdauer der Bürgermeister war wieder auf Lebenszeit. Die Gemeinderäte wurden aufgelöst und durch neue, auf sechs Jahre „berufene“ Gemeinderäte ersetzt. In allen drei Gemeinden wurden Straßen und Plätze in Adolf-Hitler-Platz, Adolf-Hitler-Straße, Horst-Wessel-Platz und Hermann-Göring-Straße umbenannt.
Der Übergang zu den neuen Machtverhältnissen geschah weitgehend reibungslos. „Aus den lokalen Presseberichten des Jahres 1933 gewinnt man den Eindruck, dass Kirche, Partei und Gemeindeverwaltung einander respektierten und gemeinsam den Anforderungen der ‚neuen Zeit’ gerecht zu werden versuchten“. Es gab jedoch auch Opposition. Der Geisinger Gemeinderat lehnte im Februar 1933 einen Antrag der NSDAP ab, einen Gemeindesaal kostenlos nutzen zu dürfen. Im September 1935 kam es in einer Geisinger Wirtschaft zu einer tätlichen Auseinandersetzung zwischen SA-Leuten und Gegnern der NSDAP.
Die hartnäckigsten Auseinandersetzungen spielten sich zwischen den Kirchengemeinden und dem Staat ab. Bei den kirchlichen Gemeinderatswahlen im Juli 1933 konnten die Deutschen Christen in Beihingen, Geisingen und Heutingsheim nicht Fuß fassen. Die Kirchengemeinden wählten im Wesentlichen ihre alten Gemeinderäte wieder. Im württembergischen Kirchenkampf 1934 ergriff der Heutingsheimer Pfarrer Friedrich Medinger, wie viele andere württembergische Pfarrer, Partei für seinen Landesbischof Theophil Wurm. Dafür handelte er sich eine Anzeige des Bürgermeisters und eine polizeiliche Vernehmung ein. Da der nationalsozialistische Staat in diesem Streit schließlich zurücksteckte, geschah Medinger kein unmittelbares Leid. Er wurde jedoch überwacht und 1939 frühpensioniert.
1938 begann der Bau der Reichsautobahn Strecke 81, der heutigen A 81. Sie überquerte zwischen Beihingen und Geisingen den Neckar und trennte Geisingen von Beihingen und Heutingsheim.
Der Zweite Weltkrieg begann im August 1939 wieder mit der Einquartierung von Truppen. In Geisingen waren 2000 Mann stationiert. Außerdem erwähnen die Ortschroniken Luftschutz- und Verdunklungsübungen. Ab 1940 wurden polnische Zwangsarbeiter in Geisingen eingesetzt. 1942 wurden Wolle, Pelze und Skier für die Wehrmacht bei der Bevölkerung gesammelt. Die 1925 wiederbeschafften Glocken der Amanduskirche und die Rathausglocke in Beihingen mussten wieder für den Krieg herhalten.
1943 wurden französische Kriegsgefangene im Schloss in Beihingen einquartiert. Die Bevölkerung bereitete sich auf den Luftkrieg vor: Unter den Schlössern der drei Gemeinden, den Rathäusern dem Heutingsheimer Pfarrhaus und unter Privathäusern wurden, teils als öffentliche Leistung und teils in Eigenleistung der Bevölkerung, Luftschutzräume gebaut. 1944 wurde dieser Luftkrieg zur Tatsache. Die Jagdbomber hatten es vor allem auf die Bahnanlagen und auf durchfahrende Züge abgesehen. In Heutingsheim wurden Kindergarten, Mühle und Turnhalle von Bomben getroffen. Einige Flugzeuge wurden abgeschossen. Die Besatzungen wurden in Heutingsheim, Geisingen und Pleidelsheim bestattet.
Im Winter 1944–1945 herrschte ständig Luftalarm. Wegen Kohlemangels konnte kein Schulunterricht mehr stattfinden. Im April 1945 erreichten französische Truppen die Enz. Der Ortsgruppenleiter der NSDAP ließ Volkssturmeinheiten aufstellen. Sowohl in Geisingen als auch in Beihingen wurden Artilleriestellungen angelegt. Durch Artilleriebeschuss und Bombeneinschläge entstanden Gebäude- und Flurschäden. Am 20. April sprengten die deutschen Truppen alle Eisenbahn- und Straßenbrücken, insbesondere die über den Neckar. Am 21. April zogen sie ab. Die Übergabe an die französischen Truppen erfolgte kampflos und ohne Übergriffe von deren Seite. Es kam jedoch zu Plünderungen durch befreite Kriegsgefangene und Zwangsarbeiter.

### Wachstum zur Stadt

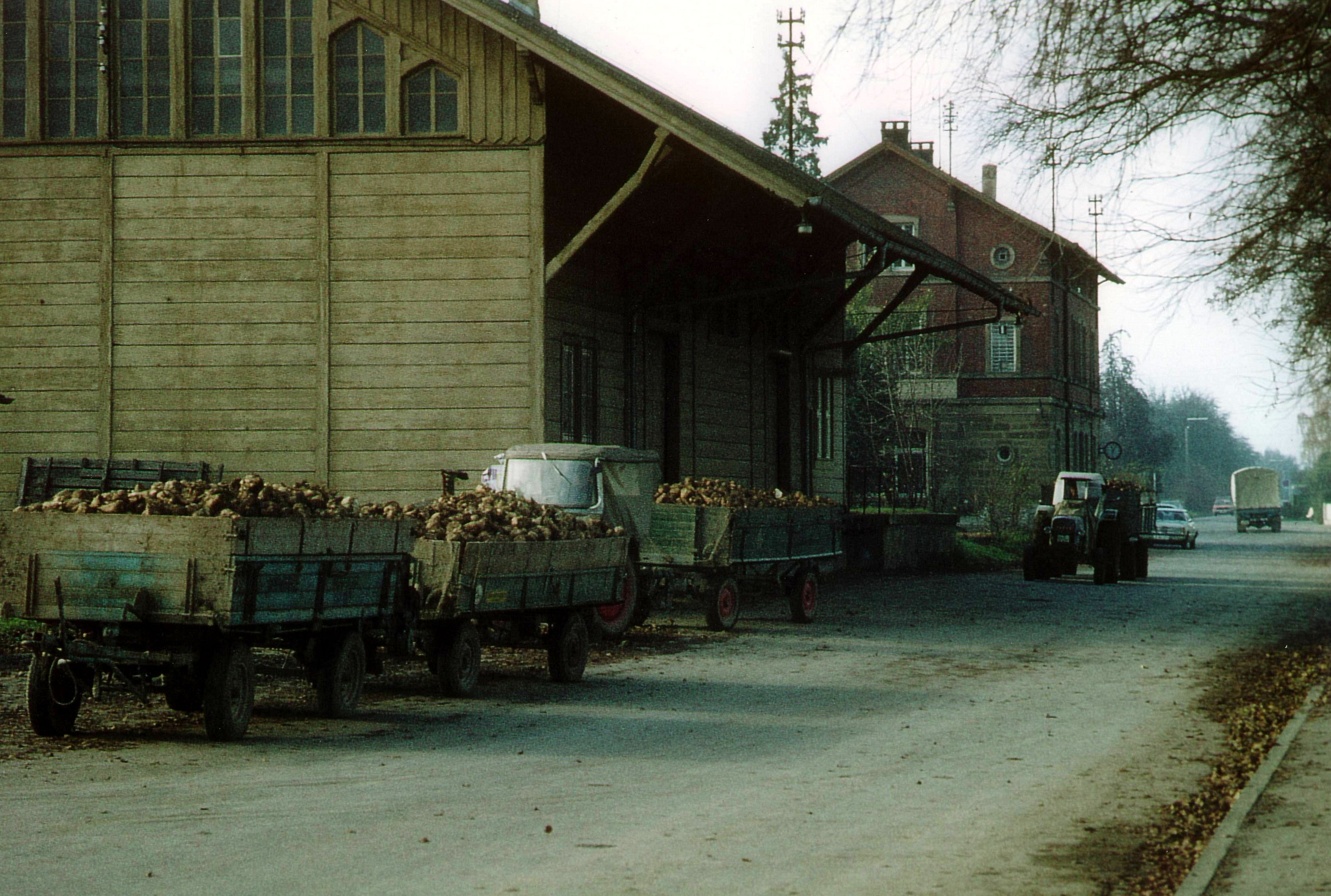
Anlieferung von Zuckerrüben am Bahnhof Freiberg zur Verladung, Oktober 1974

Bereits im Mai 1945 räumten die französischen Besatzungstruppen wieder das Gebiet, das nun zur amerikanischen Besatzungszone gehörte. Die nationalsozialistischen Gemeinderäte wurden abgesetzt. An deren Stelle traten freiwillige Aktionsausschüsse, die in Kooperation mit der Besatzungsmacht den Wiederaufbau und die demokratische Neuordnung in Angriff nahmen. Die Straßen-Umbenennungen von 1933 wurden rückgängig gemacht. Bei der Volkszählung Ende 1946 zählte Beihingen 1557 Einwohner, Geisingen 987 und Heutingsheim 1439. Ein beträchtlicher Teil dieser Bevölkerung waren Heimatvertriebene. Im Laufe des Jahres 1946 wurden den drei Dörfern insgesamt 976 Vertriebene zur Unterbringung zugewiesen.
Wie überall in Deutschland waren auch in den drei Dörfern die ersten Nachkriegsjahre geprägt von Mangel an Nahrungsmitteln, Brennstoff und Wohnraum und vom Schwarzmarkt. Verhungern musste jedoch niemand. Beihingen holzte 1947 große Waldflächen ab und enteignete 1948 Grundflächen des Freiherrn Max von Gemmingen zugunsten des öffentlichen Wohnungsbaus. Trotz dieses Mangels kam der Wiederaufbau rasch in Schwung. 1947 wurde in Beihingen die erste feste Neckarbrücke im Landkreis wiederaufgebaut. In Geisingen begann die Kanalisation der Gemeinde.
1948 wies Beihingen noch 55 bäuerliche Haushaltungen auf. Die Jahre ab 1949 waren geprägt vom wirtschaftlichen Aufschwung in der neu gegründeten Bundesrepublik Deutschland. Die drei Gemeinden wuchsen rasant in der Fläche und nach der Einwohnerzahl. Sie verloren vollends ihren Charakter als landwirtschaftliche Dörfer und wurden zu städtischen Siedlungen an der Peripherie eines Ballungsraumes. Die landwirtschaftlichen Flächen zwischen den Orten verschwanden; die drei Orte wuchsen nahtlos zusammen und dehnten sich von der ursprünglichen Tallage auf die umliegenden Höhenzüge aus. Mitte der 1960er Jahre überschritt die Gesamtbevölkerung der drei Orte die 10.000.

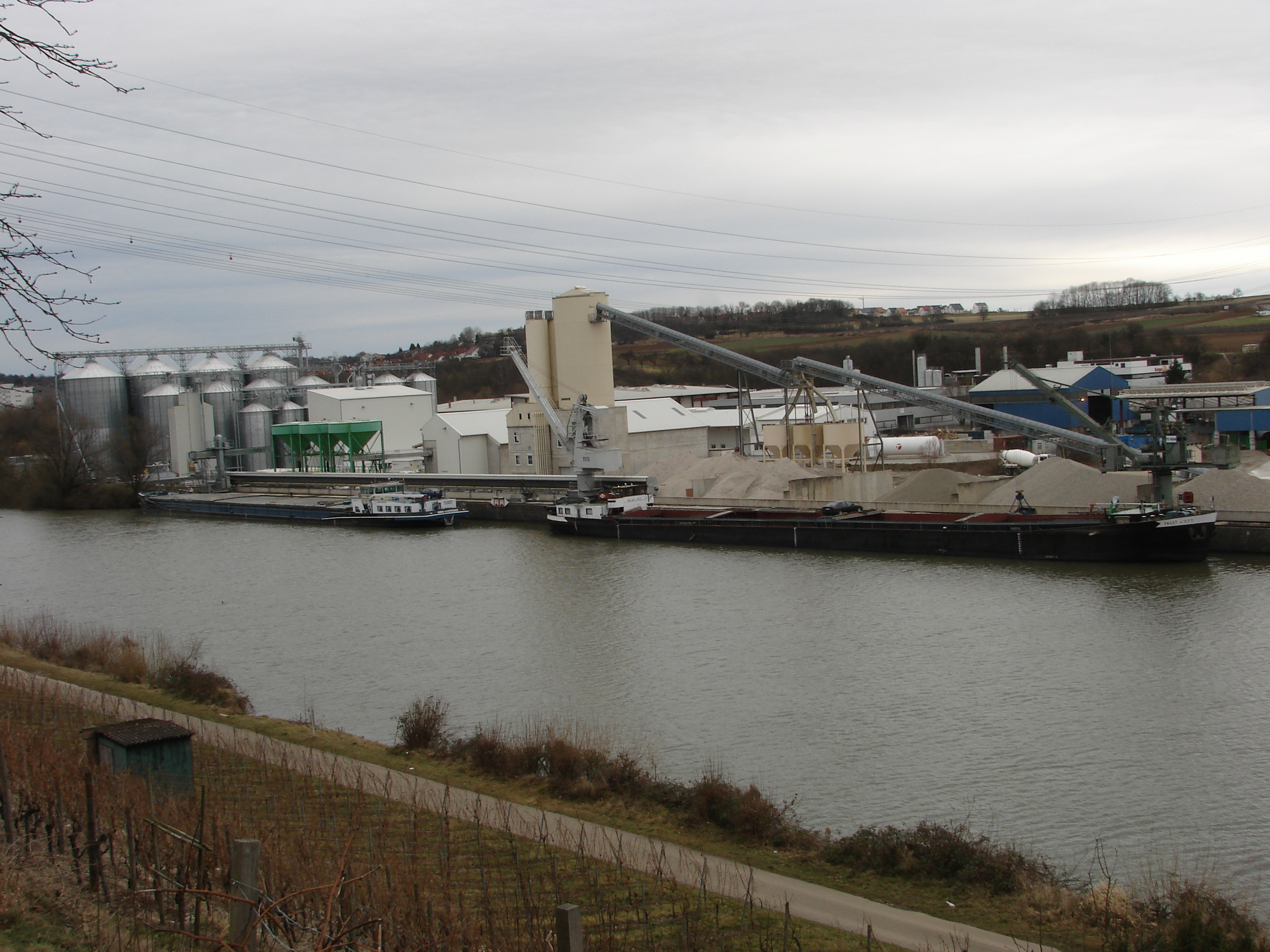
Industriegebiet am Neckar oberhalb von Beihingen

1954 begann die Erschließung eines ersten Industriegeländes in Heutingsheim. Es blieb nicht bei dieser Fläche: An der Peripherie des neu entstandenen Konglomerats, in Beihingen am Ufer des Neckar, in Heutingsheim auf der Anhöhe oberhalb der Bahnlinie und am westlichen Ende von Geisingen, entstanden weitere Industrie- und Gewerbegebiete mit insgesamt 0,85 km² Fläche und mehr als 120 mittelständischen Betrieben. Zusammen mit 300 Kleinbetrieben und Ladengeschäften boten diese Firmen Anfang der 1980er Jahre rund 2.750 Arbeitsplätze an.
Ab 1954 wurde der Kraftwerkskanal am Neckar zum Schifffahrtskanal ausgebaut. 1955 befuhren die ersten Motorschiffe die Strecke. 1954 begann die Gewässergüte-Überwachung des Neckars. Die Gewässergüte zwischen Marbach und Pleidelsheim war zu diesem Zeitpunkt durch industrielle und häusliche Abwässer auf stark verschmutzt bis sehr stark verschmutzt abgesunken. Abgesehen von Schlammröhrenwürmern, Egeln, Mückenlarven und Wasserasseln befand sich kein mit den Augen wahrnehmbares tierisches Leben mehr im Wasser. Erst Mitte der 1970er Jahre besserte sich, dank intensiver Abwasserreinigung, dieser Zustand, und ab den 1980er Jahren konnten im Neckar bei Freiberg wieder Fische gefangen werden.
1968 musste der alte Ortskern von Beihingen dem Straßenverkehr weichen. Etwa 14 Gebäude werden abgerissen. Landwirtschaftliche Betriebe fanden sich ab den 1960er Jahren fast nur noch außerhalb der drei Orte in Form von frei stehenden Aussiedlerhöfen, umgeben von großen, flurbereinigten Flächen.
Die Amanduskirche in Beihingen wurde in den 1950er Jahren einer groß angelegten Restaurierung unterzogen, bei der vieles von der wertvollen künstlerischen Substanz der alten Kirche wieder zutage gefördert oder in den alten Glanz versetzt wurde. Ein anderes Schicksal nahm die Ende der 1960er ebenfalls renovierungsbedürftige Kirche Simon und Judas in Heutingsheim. Nach einem Brand des Pfarrhauses und des Kirchturms im Oktober 1970 war das alte Pfarrhaus nicht mehr zu retten und wird neu errichtet, und auch das Langschiff der Kirche wird im modernen Stil neu eingerichtet.

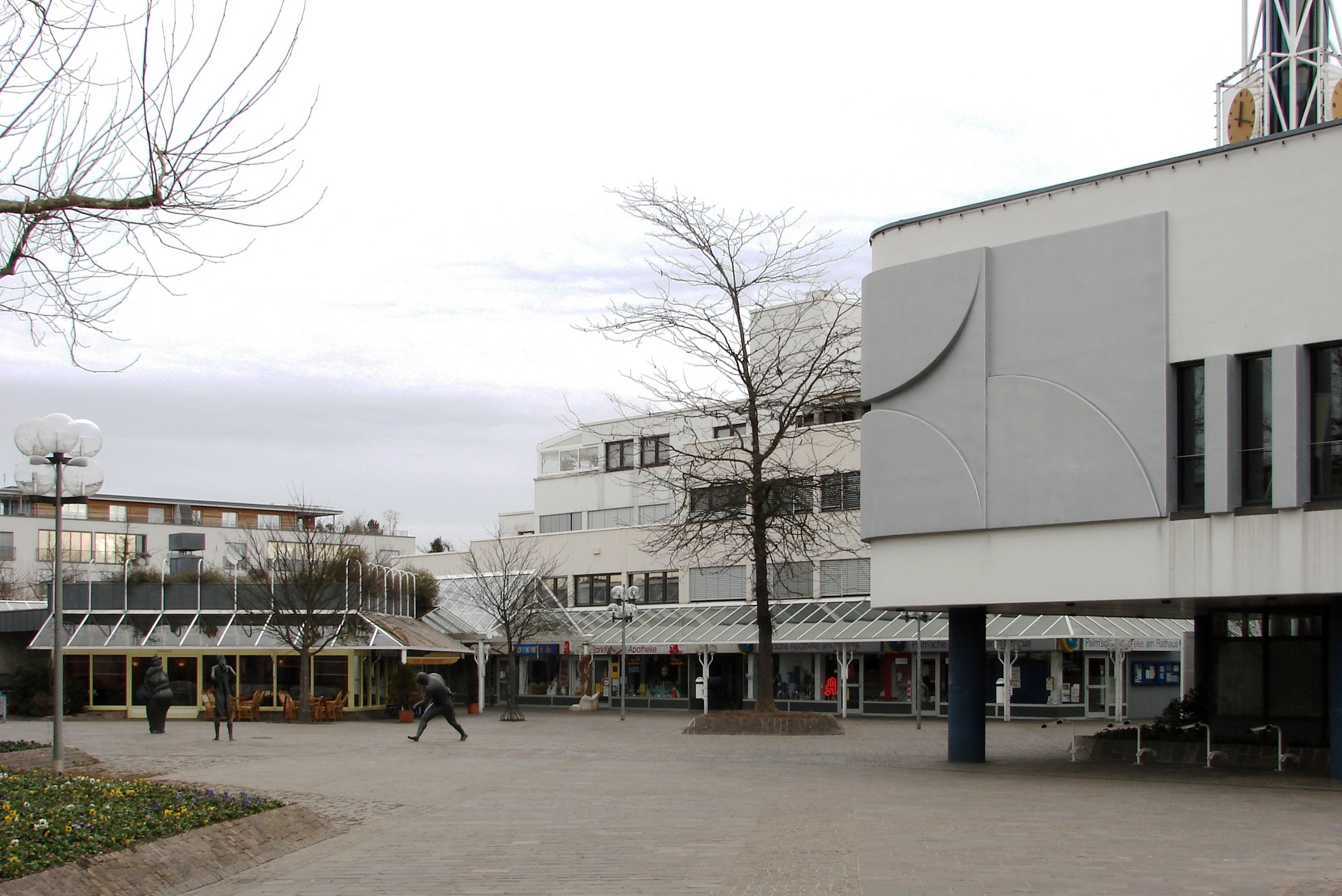
Der Marktplatz; rechts ein Teil des Rathauses

Am 1. Januar 1972 vereinigten sich die drei Gemeinden Beihingen am Neckar, Geisingen am Neckar und Heutingsheim zur Gemeinde Freiberg am Neckar. An der Nahtstelle zwischen den drei Gemeinden entstand ein modernes Zentrum mit Marktplatz und Rathaus. Die Feuerwehren der drei Teilgemeinden vereinigten sich im Juni 1973 zur freiwilligen Feuerwehr Freiberg am Neckar. Im März 1974 zogen die Verwaltung und der Gemeinderat in das neue Rathaus ein. Im November 1975 wurde das große Schulzentrum, bestehend aus Hauptschule, Realschule und Gymnasium in einem gemeinsamen Bau, fertiggestellt. Diese Schule wurde in den Jahren bis 1982 weiter ausgebaut und bot schließlich Platz für 1.850 Schüler. Das Hallenbad wurde 1976 eingeweiht. Gleichzeitig und in den Folgejahren entstand am neuen Marktplatz eine Reihe moderner Gebäude, in denen sich Geschäfte und Arztpraxen einmieteten.
Die Bahnstrecke nach Stuttgart wurde 1978 und 1979 zweigleisig ausgebaut und elektrifiziert. Der Bahnhof bekam einen Parkplatz für Pendler, eine Unterführung und neue Bahnsteige – das alte Bahnhofsgebäude hatte in dieser Funktion ausgedient und wurde zu einem Wohn- und Gasthaus. 1980 wurde Freiberg an der Linie S4 in das Stuttgarter S-Bahn-Netz einbezogen.
Am 1. Januar 1982, die Gemeinde zählte inzwischen 13.500 Einwohner, verlieh die Landesregierung Freiberg am Neckar den Status einer Stadt.

## Das 21. Jahrhundert

### Neugestaltung des Stadtzentrums und der Schulen

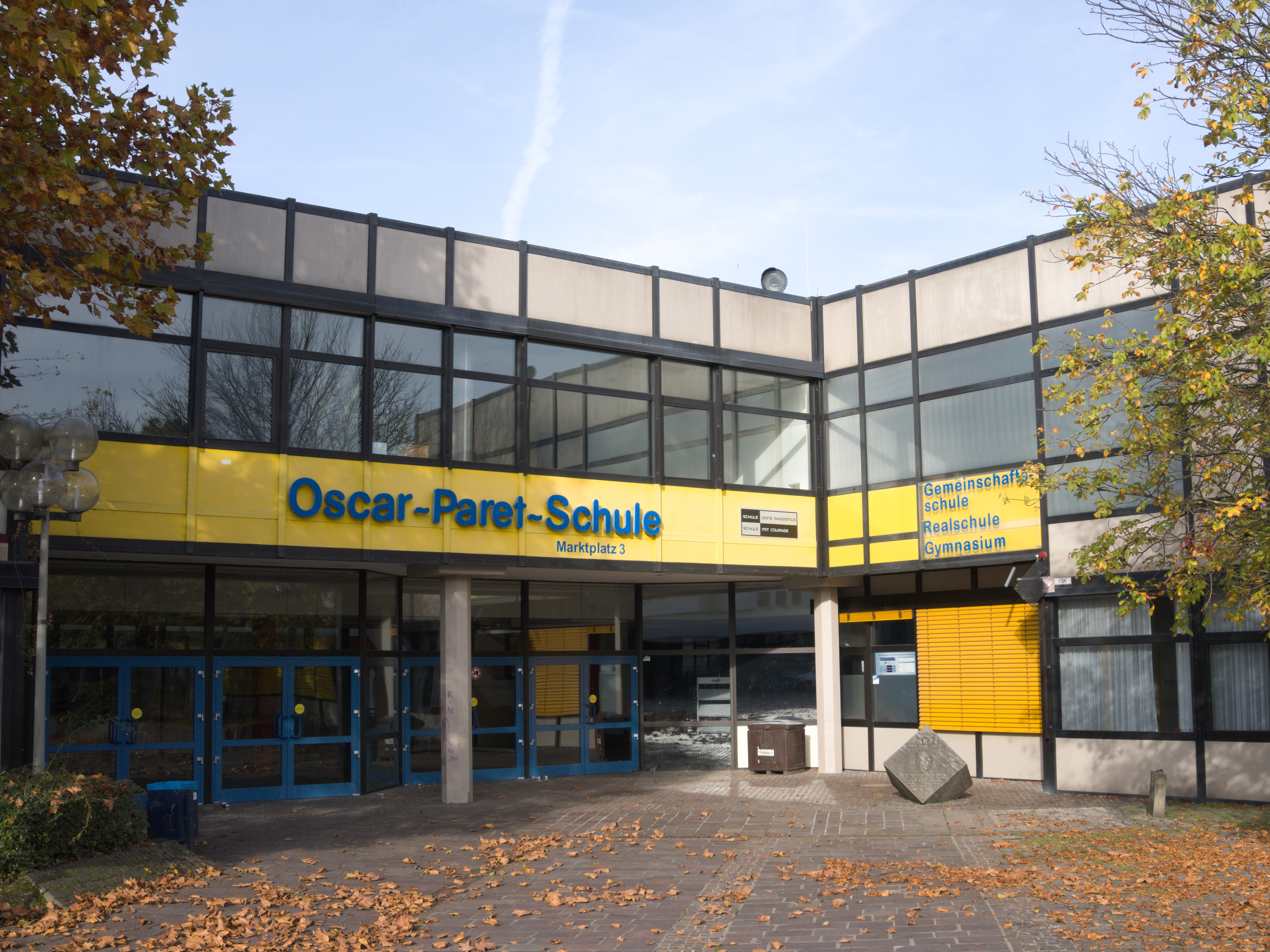
Eingang des aufgegebenen alten Schulzentrums Oscar-Paret-Schule

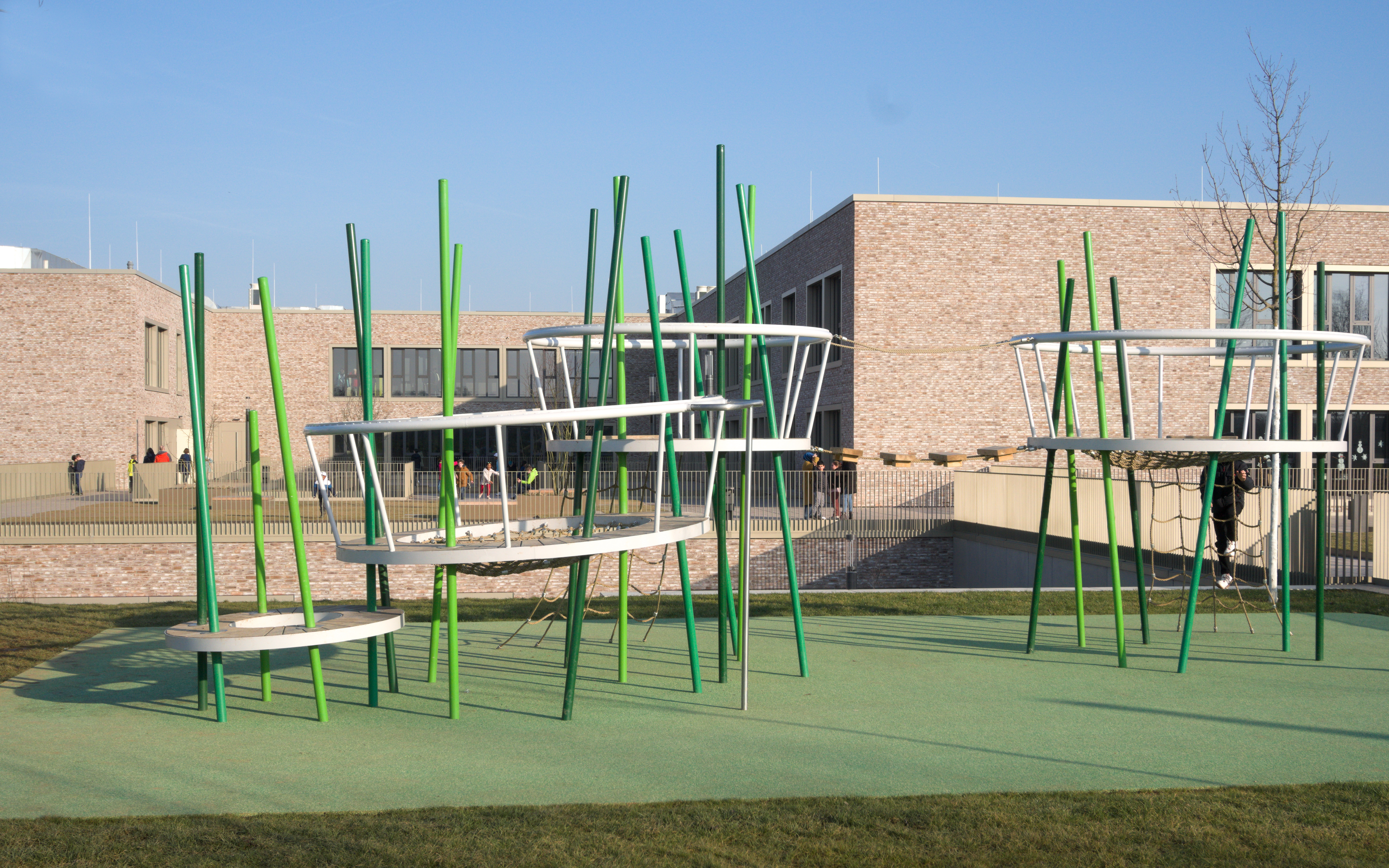
Freigelände der neuen Oscar-Paret-Schule

2010 und 2014 fasste der Gemeinderat Beschlüsse zur Neugestaltung des Freiberger Stadtzentrums. Diese sehen eine freundlichere Gestaltung, einladendere Zugänge und ein verbessertes Verkehrskonzept vor. Das sanierungsbedürftige Schulzentrum Oscar-Paret-Schule soll gänzlich abgerissen werden. 2018 begannen die Bauarbeiten zum Neubau der Schule. Der örtliche BUND-Stadtverband kritisierte die Planung: Sie sei mit unnötig hohem Flächenverbrauch und Verlust von wertvollen Grünflächen verbunden, und die große Nähe der Schule zur Autobahn berge ein Gesundheitsrisiko für Schüler und Lehrer. Im Juli 2019 wurde der Grundstein für den Neubau der Oscar-Paret-Schule gelegt.
Die geplanten Baukosten beliefen sich auf 81 Millionen Euro (Stand 2019). Im Juni 2022 wurde das neue Schulzentrum eröffnet.
Im April 2025 wurde der Grundstein für das neue Grundschulzentrum gelegt. Mit ihm soll ab 2029 eine Ganztags-Betreuung der Grundschulkinder möglich werden. Die Schule soll den Namen Gründelbachschule tragen.